# Války českých dějin
Toto je seznam ozbrojených konfliktů zahrnující jak konflikty, které se odehrály na území současného Česka (vedle válek z českých dějin např. markomanské války), tak konflikty, do kterých byly zapojeny státní útvary na tomto území existující (např. válka o španělské dědictví za vlády Habsburků nebo zahraničí mise KFOR v rámci české spolupráce v NATO).

## Seznam ozbrojených konfliktů pravěkých kultur žijících na území Česka
| Období                  | Konflikt | I strana                               | II strana                                                                  | Výsledek                                         |
| ----------------------- | --- | -------------------------------------- | -------------------------------------------------------------------------- | ------------------------------------------------ |
| 1700-1600 (?) př. n. l. | pád věteřovsko-maďarovského kulturního komplexu - náhlý zánik Blučiny                                                                  | Věteřovská skupina, Maďarovská skupina | ?                                                                          | zánik věteřovsko-maďarovské kultury              |
| cca 800-700 př. n. l.   | vpády Kimerijců | Kimerijci                              | ?                                                                          | zničení řady hradisek                            |
| 550-450 (?) př. n. l.   | zánik hradiska Březí | lidé z Březí                           | ?                                                                          | zánik osídlení                                   |
| cca 450-400 př. n. l.   | skytské nájezdy - tažení na Moravu, do Slezska, Velkopolska a snad na Kujavy: zničení hradisek na Kotouči, Střihomi, Ślęże, Wicině aj. | Skytové (vekerzugská kultura)          | platěnická kultura, horákovská kultura, billendofská kultura (Veneti?) aj. | vítězství nájezdníků, rozklad sídelních struktur |

## Seznam ozbrojených konfliktů etnik žijících na území Česka před příchodem Slovanů

### Bójové
| Období             | Konflikt                                                                                               | I strana                    | II strana                      | Výsledek                                                  |
| ------------------ | --- | --------------------------- | ------------------------------ | --------------------------------------------------------- |
| 120–114 př. n. l.  | vpád Kimbrů do střední Evropy - odražení invaze Bóji a protáhnutí Germánů Slezskem a Moravou do Norica | Kimbrové, Teutoni, Ambrové  | Bójové                         | vítězství Bójů                                            |
| 90–85 př. n. l.    | neklid v Boiaimonu - dobývání Závisti - vypálení Nevězic                                               | Závist (aj.?)               | Stradonice (?) (aj.?)          | vzestup Stradonic                                         |
| 64/63 př. n. l.    | obléhání Noreie                                                                                        | Bójové                      | Noricum                        | neúspěch Bójů                                             |
| 58 př. n. l.       | bitva u Bibracte                                                                                       | Gaius Julius Caesar         | Helvétiové, Bójové aj.         | vítězství Caesara, usídlení Bójů v zemi Heduů (Gorgobina) |
| 52 př. n. l.       | obležení Gorgobiny Vercingetorixem                                                                     | Vercingetorix               | Bójové, Caesar                 | přerušení obléhání                                        |
| 49–41/40 př. n. l. | bójsko-dácká válka                                                                                     | géto-dácká říše (Burebista) | Bójové (Kritasir) a Tauriskové | bójská poušť                                              |
| po 40 př. n. l.    | vpád Germánů do Boiaimonu - pád Závisti                                                                | Germáni                     | Bójové                         | dobytí země Bójů Germány                                  |

### Markomani a Kvádové
| Období  | Konflikt | I strana                                                                                          | II strana                                                                 | Výsledek                                             |
| ------- | --- | ------------------------------------------------------------------------------------------------- | ------------------------------------------------------------------------- | ---------------------------------------------------- |
| 6       | tažení Římanů na Marobudovu říši - Saturninovo tažení od západu - Tiberiovo tažení od východu | Římská říše, Cheruskové (Arminius)                                                                | Markomani (Marobud)                                                       | stažení římských vojsk                               |
| 17      | válka mezi Marobudem a Arminiem | Marobudova říše (bez Langobardů, Semnonů a později i Hermundurů a Gótů), Arminiův strýc Inguiomer | Arminius (Cheruskové, Semnoni, Langobardi, později Hermundurové a Gótové) | vítězství Arminia                                    |
| 19      | válka o markomanský trůn - dobytí Marobudua Katvaldou | Katvalda                                                                                          | Marobud                                                                   | vítězství Katvaldy                                   |
| 19/20   | válka Hermundurů s Katvaldou | Hermundurové (Vibilius)                                                                           | Katvalda                                                                  | svržení Katvaldy                                     |
| 69      | rok čtyř císařů - bitva u Cremony | Vespasianus, Sido, Italicus                                                                       | Vitelius                                                                  | vítězství Vespasiana                                 |
| 89–93   | Domitiánské války - Domitianovo tažení na Kvády (89) - vpád barbarů do Panonie (92) - Domitianovo tažení do Panonie (93) | Římská říše                                                                                       | Kvádové, Markomani, Jazygové                                              | zničení XXI. legie Rapax, vypuzení barbarů z Panonie |
| 166–180 | Markomanské války - vpád barbarů do Panonie (166) - dílčí úspěch Římanů (167) - tažení Římanů na sever (168) - vpád Markomanů a Kvádů přes Noricum a Panonii do Italie: obležení Aquilei, dobytí Opitergia - římský protiútok (170 a 171) - expeditio Germanica prima (172) - římské tažení na Kvády: Zázračný déšť Marca Aurelia (173) - expeditio Germanica secunda (177–180) | Římská říše (Marcus Aurelius, Lucius Verus, Commodus)                                             | Markomani, Kvádové, Hermundurové, Naristové, Jazygové, Roxolani, Alani    | Commodův mír                                         |
| 188–189 | expeditio Germanica tertia | Římská říše (Commodus)                                                                            | podunajští Germáni                                                        | vítězství Římanů                                     |
| 270     | válka mezi Římany a Kvády | Římská říše (Aurelianus)                                                                          | Kvádové                                                                   | vítězství Římanů                                     |
| 283–285 | válka mezi Římany a Kvády | Římská říše (Carinus)                                                                             | Kvádové                                                                   | vítězství Římanů                                     |
| 285     | válka mezi Římany a Svéby | Římská říše (Diocletianus)                                                                        | Svébové (snad Kvádové)                                                    | vítězství Římanů                                     |
| 293–296 | válka mezi Římany a Kvády | Římská říše                                                                                       | Kvádové                                                                   | vítězství Římanů                                     |
| 299     | válka mezi Římany a Markomany | Římská říše (Diocletianus)                                                                        | Markomani                                                                 | vítězství Římanů                                     |
| 357–358 | válka s Římem - vpád Markomanů do Raetie (357) - vpád Kvádů do Valerie (357) - římské tažení proti Sarmatům (358) | Římská říše (Constantius II.)                                                                     | Markomani, Kvádové, Sarmaté                                               | vítězství Římanů                                     |
| 374–375 | válka mezi Římany a Kvády - kvádský vpád do Valerie, Panonie Druhé a Moesie (374) - Valentinianovo tažení na východní Kvády - Merobaudovo a Sebestianovo tažení na západní Kvády | Římská říše (Valentinianus I.)                                                                    | Kvádové, Jazygové                                                         | smrt Valentiniana, přerušení římského tažení         |
| 406–411 | cesta Svébů, Alanů a Alamanů na západ | Svébové (Markomani, Kvádové), Alani, Alamani                                                      | Západořímská říše (Honorius)                                              | založení svébské říše v Hispánii                     |

### Stěhování národů (Svébové, Herulové, Langobardi)
| Období  | Konflikt                                                                                    | I strana                                                                         | II strana                                                            | Výsledek                                             |
| ------- | ------------------------------------------------------------------------------------------- | -------------------------------------------------------------------------------- | -------------------------------------------------------------------- | ---------------------------------------------------- |
| 451     | bitva na Katalaunských polích                                                               | Hunové, Ostrogóti, Gepidové, Alani, Skirové, Rugiové, snad Markomani a Durynkové | Západořímská říše, Vizigóti, Frankové, Sarmati, Burgundi, Sasové aj. | porážka Hunů                                         |
| 454/455 | bitva na řece Nedao                                                                         | Hunové                                                                           | Gepidové, asi Skirové, Rugiové, Svébové a Herulové                   | rozklad hunské říše, usazení Herulů na Moravě        |
| 469     | bitva u Bolie                                                                               | Ostrogóti                                                                        | Svébové, Gepidové, Rugiové, Skirové, Herulové, Sarmati, aj.          | vítězství Ostrogótů                                  |
| 488     | zničení říše Rugiů                                                                          | Odoaker, Herulové                                                                | Rugiové                                                              | obsazení části Rugilandu Heruly                      |
| 488/489 | obsazení části Rugilandu Langobardy                                                         | Rugiové                                                                          | Langobardi                                                           | vítězství Langobardů                                 |
| cca 488 | vpády Herulů do Panonie                                                                     | Herulové                                                                         | římské osídlení                                                      | zánik římského osídlení v Podunaji                   |
| po 488  | herulsko-langobardská válka                                                                 | Herulové                                                                         | Langobardi                                                           | vítězství Herulů, zpoplatnění Langobardů             |
| 505–508 | herulsko-langobardská válka - bitva na (Moravském?) Poli                                    | Herulové                                                                         | Langobardi                                                           | pád říše Herulů                                      |
| 547–552 | první langobardsko-gepidská válka - vpád Gepidů a Slovanů do Ilýrie - bitva u Asfeldu (552) | Langobardi (Audoin), Byzanc (546/547)                                            | Gepidové (Thorismund), Hildigis, Slované                             | mír zprostředkovaný Justiniánem                      |
| 567     | druhá langobardsko-gepidská válka                                                           | Langobardi (Alboin), Avaři                                                       | Gepidové (Kunimund)                                                  | pád říše Gepidů, přesun Avarů do Karpatské kotliny   |
| 568     | odchod Langobardů do Itálie                                                                 | Langobardi (Alboin)                                                              | Byzanc                                                               | vítězství Langobardů, odchod Germánů z Čech a Moravy |

## Seznam ozbrojených konfliktů od příchodu Slovanů po Velkou Moravu
| Období          | Konflikt | I strana                         | II strana                                                               | Výsledek                            |
| --------------- | --- | -------------------------------- | ----------------------------------------------------------------------- | ----------------------------------- |
| 623/624–626     | povstání Slovanů proti Avarům | Slované                          | Avarský kaganát                                                         | vznik Sámovy říše                   |
| 631/632–635/636 | válka s Franskou říší - tažení Langobardů (631/632) - tažení Alamanů (631/632) - tažení Austrasijců (631/632): bitva u Wogastisburgu - slovanský vpád do Durynska (631/632) - slovanský vpád do Durynska (632/633) - slovanský vpád do Durynska (633/634) - odražení slovanských vpádů durynským vévodou Rodulfem (635/636) | Sámova říše                      | Franská říše (Austrasie), Langobardské království, Alamani, (Bavorsko?) | vítězství Sámovy říše               |
| 791             | tažení Franků proti Avarům - tažení jednoho ze tří pochodových proudů přes (jižní?) Čechy | Franská říše, (čeští Slované?)   | Avarský kaganát                                                         | vítězství Franků                    |
| 796             | vpády Slovanů do Bavorska (Norika) a východních Frank | čeští, moravští a srbští Slované | Franská říše                                                            | vítězství Slovanů                   |
| před 805–811    | tažení Slovanů proti Avarům - franské tažení na pomoc Avarům (811) | Slované                          | Avaři, Franská říše                                                     | rozvoj Velké Moravy a Nitranska     |
| před 885        | dobytí Holasicka Svatoplukem - zničení holasických hradišť | Velká Morava (Svatopluk I.)      | Holasici                                                                | přičlenění Holasicka k Velké Moravě |

## Seznam ozbrojených konfliktů českého středověkého státu
| Konflikt                      | Trvání                 | Strana 1                                         | Strana 2            | Výsledek  |
| ----------------------------- | ---------------------- | ------------------------------------------------ | ------------------- | --------- |
| Franské tažení proti Avarům   | 795                    | Franská říše, Češi                               | Avaři               | vítězství |
| Tažení Karla Velikého do Čech | 805                    | Češi                                             | Franská říše        | vítězství |
| Pribinovo vyhnání z Nitry     | někdy v letech 833–836 | Velkomoravská říše                               | Nitranské knížectví | vítězství |
| Útok LudvíkaI. Němce na Čechy | 849                    | kníže Mojmír I.                                  | Pribina             | vítězství |
| Vpád Bavorů do Čech           | 855                    | Češi                                             | Bavoři              | neznámý   |
| Maďarské nájezdy              | 9. a 10. století       | České knížectví Velká Morava Východofranská říše | Maďaři              | vítězství |

### Přemyslovské knížectví
| Období    | Konflikt | I strana                                                                                  | II strana                                                                                         | Výsledek |
| --------- | --- | ----------------------------------------------------------------------------------------- | ------------------------------------------------------------------------------------------------- | --- |
| 908       | tažení Maďarů do Durynska skrze Čechy | Maďaři, Čechy (?)                                                                         | Durynsko                                                                                          | vítězství Maďarů |
| 915       | tažení Maďarů do Švábska, Durynska a Saska skrze Čechy | Maďaři, Čechy (?)                                                                         | Švábsko, Durynsko, Sasko                                                                          | vítězství Maďarů |
| 929       | saské tažení do Čech - obležení (?) Prahy | Jindřich I. Ptáčník                                                                       | Čechy (Václav)                                                                                    | zpoplatnění Čech Jindřichem                                                                                          |
| 935       | boj o český trůn - vražda knížete Václava - Boleslavovo tažení na Prahu a likvidace opozice | Boleslav I.                                                                               | Václav                                                                                            | Václavova smrt, Boleslavovo vítězství                                                                                |
| 936-950   | válka s Otou I. - bitva u Míšně (936) - dobytí subregulova hradu (936) - Otovo tažení do Čech (950): obležení hradu Nova (Žatce?) | český subregulus, Ota I. aj.                                                              | Čechy (Boleslav I.)                                                                               | mír před hradem Nova                                                                                                 |
| 955       | válka s Maďary - tažení Maďarů do Bavorska a Švábska: obležení Augsburku, bitva na Lechu - tažení Maďarů proti Boleslavovi: bitva na pomezí Boleslavova panství | Maďaři (Bulču, Lél, Šúr)                                                                  | Ota I. aj., Čechy                                                                                 | rozhodující porážka Maďarů                                                                                           |
| 955       | válka s Polabskými Slovany - bitva na řece Recknitz | Ota I., Gero, Boleslav I. aj.                                                             | Polabští Slované (Obodrité, Veléti, Tollensané, Zirzipanové)                                      | vítězství Oty |
| 1003–1004 | válka o český trůn a odboj v Říši - první vraždění Vršovců - povstání Jindřicha Schweinfurtského - tažení Jindřicha II. do Nordgau: obležení Ammerthalu, obležení Greussen, spálení Kronachu, ústup Jindřicha Schweinfurtského do Čech, obsazení Schweinfurtu - tažení Chrabrého do Míšeňska - tažení Jindřicha II. do Milska - tažení Jindřicha II. a Jaromíra do Čech: boj u Chlumce, povstání v Žatci, dobytí Prahy                                  | Boleslav III. Ryšavý, Boleslav Chrabrý, Jindřich Schweinfurtský (Nordgau) a jeho spojenci | Jaromír (Vyšehrad), Jindřich II., Ratarové, Lutici aj.                                            | zajetí Boleslava III., vítězství Jaromíra, porážka schweinfurtského povstání, smrt Slavníkovce Soběslava             |
| 1004–1005 | válka s Polskem - obležení Budyšína (1004) - tažení do Polska (1005) | Jindřich II., Čechy, Lutici aj.                                                           | Polsko (včetně Moravy)                                                                            | poznaňský mír |
| 1007–1013 | válka s Polskem - dobytí Lužice a Budyšína Chrabrým (1007) - obležení Hlohova (1010) - tažení do Polska (1012) | Jindřich II., Čechy, Lutici aj.                                                           | Polsko (včetně Moravy)                                                                            | merseburský mír |
| 1014      | zajetí Měška Oldřichem | Čechy                                                                                     | Polsko (včetně Moravy)                                                                            | vítězství Čech |
| 1014      | druhé vraždění Vršovců | Čechy (Oldřich)                                                                           | Vršovci (Jaromír?)                                                                                | vítězství Oldřicha                                                                                                   |
| 1015–1018 | válka s Polskem - tažení do Polska (1015): dobytí hradu Businc Oldřichem, vpád Moravanů do Rakous, vpád Jindřicha Babenberského na Moravu, bitva na území kmene Dědošanů, obležení Míšně Měškem - vpád Měška do Čech (1017) - bitva na Moravě mezi Polskem a Bavorskem - tažení do Polska (1017): obležení Hlohova, obležení Němčí - vpád Poláků a Moravanů do Čech: dobytí českého hradu, přepadení Moravanů Jindřichem Babenberským - bitva u Kladska | Polsko (včetně Moravy)                                                                    | Jindřich II., Čechy, Rakousy aj. z Říše, Lutici, Jaroslav Moudrý, Uhersko, Obodrité               | budyšínský mír |
| 1019      | válka s Polskem | Čechy                                                                                     | Polsko                                                                                            | připojení Moravy k českému státu                                                                                     |
| 1031      | Břetislavovo tažení do Uherska | Břetislav I.                                                                              | Uhersko                                                                                           | vítězství Břetislava                                                                                                 |
| 1033      | tažení bavorského vévody Jindřicha do Čech | Svatá říše římská, Bavorsko                                                               | Čechy (Oldřich)                                                                                   | vítězství Jindřicha                                                                                                  |
| 1033/1034 | tažení bavorského vévody Jindřicha do Čech | Svatá říše římská, Bavorsko                                                               | Čechy (Břetislav I.)                                                                              | vítězství Břetislava                                                                                                 |
| 1035      | Říšsko-lutická válka - tažení Břetislava I. proti Luticům | Svatá říše římská, Čechy                                                                  | Lutici                                                                                            | vítězství Břetislava                                                                                                 |
| 1039      | tažení Břetislava I. do Polska | Čechy                                                                                     | Polsko                                                                                            | přičlenění Slezska k českému státu, translace sv. Vojtěcha, sv. Radima a Pěti bratří, přesídlení Hedčanů a Krusičanů |
| 1039–1041 | Válka s Říší - Jindřichovo tažení do Čech (1039) - bitva u Brůdku (1040) - tažení Ekkeharda II. do Čech (1040) - dobytí Thunau (?) Břetislavem (asi 1041) - obležení Prahy (1041) - dobytí Thunau (?) Liutpoldem Babenberským (1041) | Čechy, Uhry (do 1040/1041)                                                                | Svatá říše římská (Míšeňsko, Rakousy aj.), Polsko, pražský biskup Šebíř a čeští předáci (od 1041) | jednání v řezně |
| 1041–1044 | válka o uherský trůn - Abův vpád do Rakous a Korutan (1042) - tažení do Uher (Říše, Břetislav I.): dobytí Hainburgu a Bratislavy, bitva s Uhry, dosazení Bély (?) v dobytém Nitransku (1042) - vyhnání Bély (?) z Nitranska Abou - Jindřichovo tažení do Uher (1043) - tažení do Uher (Říše, Břetislav): bitva u Menfö (1044) | Svatá říše římská, Čechy, Petr Orseolo, jakýsi Arpádovec (Béla?)                          | Samuel Aba                                                                                        | dosazení Petra Orseola na uherský trůn, vytvoření Nové marky                                                         |
| 1050      | tažení Kazimíra I. do Slezska | Čechy                                                                                     | Polsko                                                                                            | jednání v Quedlinburgu (1054)                                                                                        |
| 1051      | válka s Uherskem - tažení Jindřicha III. po pravém břehu Dunaje - tažení Břetislava I., korutanského vévody Welfa a řezenského biskupa Gebharda po levém břehu Dunaje | Svatá říše římská, Čechy                                                                  | Uhersko                                                                                           | nerozhodně |
| 1054–1055 | tažení do Uherska | Čechy                                                                                     | Uhersko                                                                                           | přerušeno smrtí Břetislava I.                                                                                        |
| 1055      | válka o moravské úděly | Spytihněv II.                                                                             | Vratislav, Ota, Konrád                                                                            | vítězství Spytihněva                                                                                                 |
| 1060      | válka o uherský trůn - obležení Hradce | Ondřej, Vratislav                                                                         | Béla, Polsko                                                                                      | dosazení Bély na uherský trůn                                                                                        |
| 1068      | tažení Vratislava I. do Polska | Čechy                                                                                     | Polsko                                                                                            | tažení přerušeno na Dobenině                                                                                         |
| 1072      | tažení Boleslava II. Smělého | Polsko                                                                                    | Čechy                                                                                             | vítězství Polska (?)                                                                                                 |
| 1074      | válka o uherský trůn - bitva u Mogyoródu | Gejza, Ladislav, Ota                                                                      | Šalamoun                                                                                          | porážka Šalamouna |
| 1075–1088 | války v Říši a boj o investituru - bitva u Homburgu - bitva u Flarchheimu - obležení Říma - bitva u Mailbergu - tažení do Srbska 1087 - tažení do Srbska 1088 | Jindřich IV., Čechy                                                                       | saská opozice, papežství                                                                          | Vratislav povýšen na krále, porážka opozice, konkordát z Wormsu                                                      |
| 1091      | tažení Vratislava II. do brněnského údělu - obležení Brna | Vratislav II.                                                                             | Konrád                                                                                            | smíření Vratislava a Konráda                                                                                         |
| 1091      | tažení Břetislava na Prahu | Břetislav                                                                                 | Vratislav II.                                                                                     | smíření Břetislava s Vratislavem                                                                                     |
| 1091      | polské výpravy do Pomoří | Polsko, Čechy                                                                             | Pomoří                                                                                            | porážka Polska |
| 1093      | tažení Břetislava II. do Slezska ke Hlohovu | Čechy                                                                                     | Polsko                                                                                            | obnovení placení tributu ze Slezska pražskému knížeti                                                                |
| 1096      | tažení Břetislava II. do Slezska ve prospěch Zbyhněva - dobytí hradu Bardo | Čechy                                                                                     | Polsko                                                                                            | založení hradu Kamence Břetislavem, celkově neúspěch                                                                 |
| 1096      | 1. křížová výprava | křižáci (Volkmar)                                                                         | pražští židé                                                                                      | pokřtění pražských židů                                                                                              |
| 1099–1100 | válka s brněnskými údělníky - tažení Břetislava II. na Moravu - obležení Raabsu | Břetislav II., Bořivoj                                                                    | Oldřich, Litold                                                                                   | vyhnání Oldřicha a Litolda                                                                                           |
| 1101      | válka o český trůn | Oldřich Brněnský                                                                          | Bořivoj II.                                                                                       | vítězství Bořivoje                                                                                                   |
| 1103      | válka s Boleslavem III. Křivoústým - tažení Boleslava Křivoústého na Moravu - tažení proti Boleslavu Křivoústému do Vratislavska | Čechy, Zbyhněv                                                                            | Boleslav III. Křivoústý                                                                           | získání tributu od Boleslava Křivoústého                                                                             |
| 1105      | válka o český trůn | Svatopluk Olomoucký, Uhersko                                                              | Bořivoj II.                                                                                       | vítězství Bořivoje II.                                                                                               |
| 1106      | tažení do Polska - obsazení Ratiboře a Kozlí českou posádkou | Čechy                                                                                     | Polsko                                                                                            | české vítězství |
| 1107      | válka o český trůn | Svatopluk, Ota Černý, Jindřich V.                                                         | Bořivoj II., Wiprecht z Grojče, Jindřich V.                                                       | Svatopluk dosazen na český trůn                                                                                      |
| 1108–1109 | říšsko-uhersko-česko-polská válka - obležení Bratislavy - znovudobytí Ratiboře a Kozlí Poláky - tažení Křivoústého do Čech - třetí vyvraždění Vršovců - uherský nájezd na Moravu - Svatoplukovo tažení k Nitře - obležení Hlohova | Jindřich V., Svatopluk, Almuš                                                             | Koloman, Boleslav III. Křivoústý, Bořivoj II., Vršovci                                            | vyvraždění Vršovců, zavraždění Svatopluka                                                                            |
| 1109      | válka o český trůn - dobytí Prahy | Vladislav I., Ota, Jindřich V.                                                            | Bořivoj II., Wiprecht z Grojče, Václav z Grojče                                                   | vítězství Vladislava                                                                                                 |
| 1110–1111 | válka o český trůn - bitva na Trotině | Vladislav I.                                                                              | Soběslav, Polsko                                                                                  | smíření Vladislava a Soběslava                                                                                       |
| 1110      | vpád do Slezska | Zbyhněv, Čechy                                                                            | Polsko                                                                                            | smíření Boleslava III. se Zbyhněvem                                                                                  |
| 1112–1125 | saské povstání | Jindřich V., Vladislav I.                                                                 | Lothar ze Supplinburgu, Wiprecht z Grojče                                                         | smrt Jindřicha V., zvolení Lothara římským králem                                                                    |
| 1114–1115 | válka o český trůn - dobytí Kladska | Vladislav I.                                                                              | Soběslav, Polsko                                                                                  | sjezd v Nise |
| 1116      | bitva na Luckém poli | Čechy                                                                                     | Uhry                                                                                              | vítězství Čech |
| 1118      | tažení do Uher | Rakousy, Čechy                                                                            | Uhry                                                                                              | porážka Uher |
| 1121      | dobytí Přimdy | nějací Němci                                                                              | Vladislav I.                                                                                      | vítězství Vladislava I.                                                                                              |
| 1126      | válka o český trůn - bitva u Chlumce | Ota Černý, Lothar, Sasko                                                                  | Soběslav I., Čechy                                                                                | smrt Oty, vítězství Soběslava I.                                                                                     |
| 1126–1128 | válka o římský trůn - tažení k Norimberku | Lothar, Čechy                                                                             | Konrád Štaufský                                                                                   | vítězství Lothara |
| 1127–1129 | byzantsko-uherská válka - dobytí Braničeva | Byzantská říše                                                                            | Uhry, Srbové, Čechy (Václav Olomoucký)                                                            | mírová dohoda (1129)                                                                                                 |
| 1132–35   | válka o uherský trůn - bitva na řece Sajó | Béla II., Čechy, Rakousy                                                                  | Boris, Polsko, Rurikovci                                                                          | jednání v Merseburku (1135)                                                                                          |
| 1132–1137 | česko-polská válka - tři vpády Soběslava I. do Slezska (1132): vypálení Kozlí a snad 300 vesnic | Čechy                                                                                     | Polsko                                                                                            | Kladský mír (1137)                                                                                                   |
| 1137–1139 | válka o římský trůn | Konrád III., Čechy                                                                        | Jindřich Pyšný                                                                                    | vítězství Konráda III.                                                                                               |
| 1141–1143 | válka o český trůn - bitva u Vysoké - obležení Prahy (1142) - tažení na Moravu | Vladislav II., Konrád III., Děpolt, Jindřich, Jindřich Zdík,                              | česká opozice (Načerat), Konrád II., Vratislav, Ota                                               | smrt Načerata, smíření mezi Vladislavem II. a moravskými údělníky                                                    |
| 1145      | přepadení olomouckého biskupa | Jindřich Zdík                                                                             | moravští údělníci                                                                                 | neúspěch atentátu, privilegium Vladislava II. (1147)                                                                 |
| 1143–1156 | válka o bavorské vévodství | Babenberkové, Čechy                                                                       | Welfové, bavorská opozice                                                                         | bavorská východní marka povýšena na vévodství                                                                        |
| 1146      | tažení do Polska ve prospěch Vladislava Vyhnance | Konrád III., Čechy, Vladislav Vyhnanec                                                    | Polsko                                                                                            | neúspěch |
| 1147–1148 | Druhá křížová výprava - tažení proti Polabským Slovanům (1147) - tažení do Svaté země (1147–1148) | Svatá říše římská, Čechy                                                                  | Polabští a Pobaltští Slované, Seldžukové                                                          | neúspěch křížové výpravy                                                                                             |
| 1147      | válka o český trůn | Soběslav                                                                                  | Děpolt                                                                                            | zajetí Soběslava u Zdic                                                                                              |
| 1157      | tažení do Polska - zboření Hlohova aj. | Svatá říše římská, Čechy, Vladislav Vyhnanec                                              | Polsko                                                                                            | složení holdu císaři Boleslavem IV. Kadeřavým                                                                        |
| 1158      | říšská válka v Itálii - Brescie - obležení Milána | Barbarosa, Čechy                                                                          | lombardské městské komuny                                                                         | kapitulace Milána |
| 1161–1162 | říšská válka v Itálii | Barbarosa, Viktor IV., Děpolt, Bedřich                                                    | Alexandr III., Milán                                                                              | útěk Alexandra III. z Říma, kapitulace Milána                                                                        |
| 1161      | válka o český trůn - dobytí Olomouce | Soběslav                                                                                  | Čechy                                                                                             | zajetí Soběslava |
| 1161–1165 | válka o uherský trůn - tažení do Uher 1164 - tažení do Uher 1164/1165 | Štěpán III., Čechy, Štýrsko, Rakousy, Rurikovci                                           | Štěpán IV., Byzanc, Béla                                                                          | vítězství Štěpána III., oživení česko-byzantských styků                                                              |
| 1166      | tübingenský spor - bitva u Gaisbeuern | Welf VII.                                                                                 | Hugo I. z Tübingenu, Fridrich z Rothenburgu, Durynsko, Čechy                                      | sněm v Ulmu |
| 1167      | říšská válka v Itálii - dobytí Říma | Barbarosa, Paschalis, Děpolt                                                              | Alexandr, lombardská liga                                                                         | neúspěch Barbarosy, smrt Děpolta a biskupa Daniela                                                                   |
| 1172      | válka ve Slezsku | Boleslav Vysoký, Svatá říše římská, Čechy                                                 | Měšek I. Křivonohý, Jaroslav Opolský                                                              | smír v Magdeburku |
| 1176–1179 | válka o Vitorazsko - tažení do Rakous (1176) - obležení Znojma - tažení do Rakous (1176) | Čechy, Štýrsko, Uhry                                                                      | Rakousy, Korutansko, Alexandr III.                                                                | dohoda v Chebu |
| 1178–1180 | válka o český trůn - tažení na Olomouc - bitva u Loděnice - bitva u Prahy - obležení Skály | Bedřich, Konrád Ota, Rakousy                                                              | Soběslav II., Václav                                                                              | vítězství Bedřicha                                                                                                   |
| 1182      | válka o český trůn | Bedřich                                                                                   | Konrád Ota, česká opozice                                                                         | jednání v Řezně |
| 1184      | válka o český trůn - obležení Prahy | Bedřich, Rakousy, Vojtěch                                                                 | Václav                                                                                            | vítězství Bedřicha                                                                                                   |
| 1185–1186 | válka o svrchovanost nad Moravou - bitva u Loděnice | Bedřich                                                                                   | Konrád Ota                                                                                        | knínské úmluvy |
| 1189–1192 | Třetí křížová výprava | Svatá říše římská, Čechy                                                                  | Saladin                                                                                           | zajištění křižáckých států ve Svaté zemi, smrt Děpolta                                                               |
| 1189      | válka mezi Wettiny - tažení do Míšeňska | Albrecht, Čechy                                                                           | Ota Bohatý                                                                                        | sněm ve Würzburgu |
| 1189–1191 | válka o sicilské království - obležení Neapole | Jindřich VI., Čechy                                                                       | Tankred z Lecce                                                                                   | vítězství Jindřicha VI., smrt Konráda Oty                                                                            |
| 1191–1192 | válka o český trůn - obležení Prahy | Václav                                                                                    | Přemysl Otakar I., Vladislav Jindřich, Jindřich Břetislav                                         | vítězství Přemysla                                                                                                   |
| 1192      | wittelsbašsko-bogenská válka - tažení do Bavorska | Ludvík Bavorský                                                                           | Albrecht z Bogenu, Čechy                                                                          | vítězství české strany                                                                                               |
| 1193      | válka o český trůn - obležení Prahy | Přemysl Otakar I.                                                                         | Jindřich Břetislav, Spytihněv, česká opozice                                                      | vítězství Jindřicha Břetislava                                                                                       |
| 1194      | válka o moravské úděly | Jindřich Břetislav                                                                        | Vladislav Jindřich                                                                                | vítězství Jindřicha Břetislava                                                                                       |
| 1194      | tažení do Míšeňska | Čechy                                                                                     | Albrecht I. Míšeňský                                                                              | vítězství Čech |
| 1194      | válka o sicilské království | Jindřich VI., Čechy                                                                       | Sibyla z Accerra                                                                                  | vítězství Jindřicha VI.                                                                                              |
| 1197      | válka o český trůn | Přemysl Otakar I., Albrecht z Bogenu                                                      | Jindřich Břetislav                                                                                | vítězství Jindřicha Břetislava                                                                                       |
| 1197      | válka o český trůn | Přemysl Otakar I.                                                                         | Vladislav Jindřich                                                                                | smíření Přemysla Otakara I. a Vladislava Jindřicha                                                                   |

### Království posledních Přemyslovců
| Období        | Konflikt | I strana | II strana | Výsledek |
| ------------- | --- | --- | --- | --- |
| 1198–1208     | válka o říšský trůn - dobytí Cách (1198) - vzpoura českých bojovníků u Würzburgu (1198) - tažení proti Otovi (1198) - tažení proti durynskému lankraběti Hermanovi (1203) - obležení Erfurtu (1203) - válka o dědictví Dětřicha Holandského - Děpoltova vzpoura v Čechách (1202–1204) - tažení proti Durynsku a Čechám (1204): obležení Weissensee, tažení do Čech - bitva u Wassenbergu (1206) - (neuskutečněné) tažení proti Otovi (1208) | Filip Švábský, Přemysl Otakar I. (1198–1202, 1204–1208), Vojtěch, Vladislav Jindřich, Děpolt (1202–1204), arcibiskup mohučský, arcibiskup kolínský Adolf (od 1205), rýnský falckrabě Jindřich (od 1204), Dětřich Míšeňský, arcibiskup magdeburský, saský vévoda Bernard, durynský lantkrabě Heřman (od 1204), Jindřich Brabantský (od 1204), město Kolín (od 1206), Inocenc III. (od 1207/1208), Uhersko (1208), Jindřich z Kalden | Ota IV. Brunšvický, Inocenc III., Anglie, Dánsko, město Kolín (do 1206), kolínský arcibiskup Adolf (do 1205), italské komuny, rýnský falckrabě Jindřich (do 1204), durynský lantkrabě Heřman (do 1204), Přemysl Otakar I. a Vladislav Jindřich (1202–1204), Uhersko (1203), Jindřich Brabantský (do 1204), Wettinové (od 1207) | smrt Filipa, vítězství Oty; uznání českého královského titulu oběma stranami, neúspěch pokusu povýšit pražské biskupství na arcibiskupství                                          |
| 1210–1218     | válka o říšský trůn - Otovo tažení do Durynska (1212): obležení Weissensee - Fridrichovo tažení do Durynska (1213): obležení Quedlinburgu - bitva u Bouvines (1214) - dobytí Cách (1215) | Ota IV. Brunšvický, Anglie, ghibellini, protištaufská opozice na Sicílii, Dětřich Míšeňský, falckrabě Jindřich, Milán, Ludvík Bavorský, Leopold Rakouský, Vratislav, česká opozice (Černín), Albrecht II. Braniborský, vévoda saský, Jindřich Brabantský, biskupové z Münsteru a Osnabrücku | Fridrich II., Francie, Přemysl Otakar I., Vladislav Jindřich, Inocenc III., mohučský arcibiskup, magdeburský arcibiskup, Heřman I. Durynský, guelfové, Leopold Rakouský, Ludvík Bavorský, Dětřich Míšeňský (od 1213), arcibiskup z Bari, biskupové tridentský, basilejský, kostnický a churský, hrabata z Kiburku, Habsburku a Froburku | smrt Oty, vítězství Fridricha II.; Zlatá bula sicilská; Zlatá bula chebská |
| 1216–1217     | spor s Děpoltici - dobytí jakéhosi královského hradu Děpoltem | Přemysl Otakar I. | Děpoltici | smíření Přemysla Otakara I. s Děpoltici |
| 1218          | tažení do Pruska | Děpolt III., vratislavský biskup Vavřinec | Prusové | neznámý |
| cca 1220      | válka o Zlaté Hory | Vladislav Jindřich | vratislavské biskupství | přičlenění Zlatých Hor k Moravě |
| 1222–1224 (?) | válka (?) s Děpoltici - boj (?) o Kouřim | Děpoltici | Přemysl Otakar I. | odchod Děpolticů z Čech do Slezska |
| 1226–1230     | česko-rakouská válka - tažení do Rakous (1226) - tažení na Moravu (1226) - tažení do Rakous (1230) | Čechy, rakouští povstalci (Kuenringové) | Babenberkové | nerozhodně |
| 1233          | válka mezi Václavem I. a Přemyslem - dobytí Bítova Babenberky - tažení Václava I. na Brno | Václav I. | Přemysl, Fridrich II. Bojovný | smír mezi Václavem a Přemyslem |
| 1235          | válka s Babenberky - vpád Babenberků do Uher - česko-uherské tažení do Rakous | Čechy, Uhry | Fridrich II. Bojovný | mír mezi Babenberky a Uherskem |
| 1235–1237     | válka s Babenberky - tažení do Rakous | Svatá říše římská, Čechy, Ota II. Bavorský, biskupové pasovský a bamberský, patriarcha aquilejský, rakouská a štýrská opozice | Fridrich II. Bojovný | sněm ve Vídni |
| 1237          | válka mezi Václavem I. a Přemyslem - tažení Václava I. na Moravu | Václav I. | Přemysl | smíření Václava a Přemysla, Břeclavsko darováno Oldřichovi Korutanskému, Brněnsko a Znojemsko včleněno do přímé královské domény                                                    |
| 1239          | válka o Rakousy | Fridrich II. Bojovný, Čechy | Svatá říše římská | smíření Babenberků a Čech s císařem, roztržka mezi Čechy a Babenberky, zástava Lávy Václavu I.                                                                                      |
| 1240–1241     | tažení do Rakous | Čechy | Fridrich II. Bojovný | smíření Václava I. s Fridrichem Bojovným, ztráta Lávy |
| 1241–1242     | vpád Mongolů do střední Evropy - pád Sandoměře - bitva u Turska - bitva u Tarczku - bitva u Chmielniku - pád Krakova - bitva u Ratiboře - bitva u Opole - pád Vratislavi - bitva u Lehnice - boj o Kladsko - nájezd do Míšeňska - vyplenění Hradiska - boj u Olomouce - bitva u Brašova - bitva u Nagyszebenu - bitva u Mohi - vpády do Rakous - pád Peště - pád Ostřihomi - pád Záhřebu - tažení Václava I. do Uher | Mongolské impérium | Čechy, Uhry, Fridrich II. Bojovný, Jindřich II. Pobožný, Sandoměřsko, Opolsko, Mazovsko | smrt Ögedeje, stáhnutí mongolských vojsk, rozpad monarchie slezských Jindřichů, vyplenění Uher                                                                                      |
| 1246          | válka s Rakousy - bitva u Lávy | Čechy, Uhry | Fridrich II. Bojovný | český vojenský neúspěch, sňatek Vladislava s Gertrudou Babenberskou, smrt Fridricha Bojovného                                                                                       |
| 1248–1249     | odboj králevice Přemysla - bitva před Mostem - tažení Václava I. na Moravu - boj o Prahu - obležení Pražského hradu | Přemysl Otakar II. Mikuláš sudí Ctibor „Moudrá hlava“ a jeho syn Jaroš Vítek z Hradce (ghibellini) | Václav I. Markvartici, Ronovci, Hrabišici, Ojíř z Friedberka, Jaroš a Hugo z Vamberka, Vilém z Hustopečí, Hrz, Jaroš ze Slivna Bruno ze Schauenburku Hardekové, Sirotkové, míšeňský biskup Konrád, Oldřich III. Korutanský (Břeclavsko), Ota III. Braniborský, Albrecht I. Saský, Jindřich Jasný, Jihlava, rytíři z Plíseňska, Míšeňska, Vogtlandu, Frank aj. (Erkenbert ze Starkenberka, Fridrich z Trüningen, Konrád z Hohenfelsu, Fridrich ze Schönburku, Albert z Schlüsselberku, Günther z Grimmitschau, Oldřich z Koldic, Eberhard z Voigtsberku, Jindřich z Plavna, Jindřich z Gery aj.), papež (guelfové) | vítězství Václava I., poprava Ctibora a Jaroše, Vítek I. z Hradce zbaven olomouckého kastelánství, rozklad hradské soustavy                                                         |
| 1249          | Brunův nájezd na Ratiboř | olomoucký biskup Bruno ze Schauenburku | Vladislav I. Opolský | Brunovovítězství |
| 1250          | válka o babenberské dědictví - uherské tažení do Rakous | Heřman Bádenský, Čechy | Uhry, rakouská a štýrská opozice | Heřmanovo vítězství |
| 1250–1251     | válka o babenberské dědictví - tažení Ludvíka Bavorského do Rakous - tažení Václava I. do Bavorska - tažení Přemysla Otakara do Bavorska | Rakousy, Čechy | Wittelsbachové | české vítězství |
| 1252–1254     | válka o babenberské dědictví - uherské tažení do Rakous a Štýrska (1252) - tažení Kumánů na Moravu (1252) - rusko-polské tažení na Moravu (1253): obležení Opavy, obležení Hlubčic, dobývání Fulštejna - tažení do Štýrska (1253) - tažení Uhrů a Kumánů na Moravu (1253): bitva před Olomoucí | Čechy, Rakousy, štýrští straníci | Uhry, Jindřich Dolnobavorský, Boleslav V. Stydlivý, Vladislav Opolský, Daniel a Lev Haličtí, rakouští (?) a štýrští straníci | budínský mír |
| 1254–1255     | Pruská jízda - tažení do Sambie - bitva u Rudavy | Přemysl Otakar II., Řád německých rytířů, Ota III. Braniborský, Bruno ze Schauenberka, křižáci z Míšeňska, Saska, Durynska a Porýní, křižáci z přemyslovských zemí (Ota II. z Hardeggu, Albero V. z Kuenringu-Dürnstein, Vítek z Hradce, Boreš z Rýzmburka, Jaroš ze Slivna, Vok z Rožmberka, Smil z Lichtenburka, Boček z Jaroslavic s bratry, Smil z Bílkova, Sirotkové aj.), Meister Sigeher (?) | Sambové | dobytí Sambie, křest sambijských náčelníků, založení Královce |
| 1256–1257     | válka s Wittelsbachy - bitva u Mühldorfu | České království, Rakousy, pasovský biskup Ota z Lonsdorfu, salcburský arcibiskup Filip Sponheimský | Ludvík II. Hornobavorský, Jindřich Dolnobavorský | schůzka v Koubě |
| 1259–1260     | spor o Salcburk a válka o Štýrsko - protiuherská vzpoura ve Štýrsku - dobytí Pettau - tažení Uhrů a Oldřicha na Salcburk - uherské tažení do Korutan - tažení přemyslovských oddílů do Štýrska (Ota z Hardeggu) - bitva u Stožce - bitva u Kressenbrunnu - dobytí Bratislavy | Filip Sponheimský, české království, Rakousy, štýrská opozice, Oldřich III. Korutanský, Ota III. Braniborský, Vladislav I. Opolský, Jindřich III. Bílý, Boleslav II. Lysý, Konrád I. Hlohovský, rytíři z Říše | Oldřich, Uhersko, Kumáni, Mongolské impérium, Daniel Haličský, Boleslav V. Stydlivý, Lešek Černý, Bulhaři, Řekové, Sikulové, Besermené, Ismaelité, Valaši, Srbové, Bosňané | vídeňský mír (1261) |
| 1265–1267     | válka s Wittelsbachy - tažení do Bavorska - dobytí Pasova - tažení do Bavorska | České království, Rakousy, Štýrsko, pasovský biskup Ota z Lonsdorfu, Řezno, Vladislav I. Opolský, Jindřich III. Bílý, Boleslav II. Lysý, Konrád I. Hlohovský | Wittelsbachové | mír mezi Přemyslem Otakarem II. a Wittelsbachy |
| 1267–1268     | Pruská jízda | Přemysl Otakar II., Bruno ze Schauenburka, Řád německých rytířů | Prusové | neúspěch a přerušení výpravy |
| 1270–1271     | Přemyslovsko-Sponheimsko-Piastovsko-Arpádovská válka - tažení Piastovců do Vratislavska - tažení do Kraňska (1270): obsazení Lublaně - uherský vpád do Rakous a Štýrska (1270) - tažení do Uher (1271): dobytí Bratislavy, Juru, Trnavy, Nitry ad., obležení Kobersdorfu, bitva u Rábnice, uherský protiútok - tažení Jindřicha Bavorského do Rakous | Přemysl Otakar II. (České království, Rakousy, Štýrsko, Korutany, Kraňsko, Vindická marka), Albrecht Brunšvický, braniborští Askánci, (Ota V. Dlouhý s bratry), Vratislavsko, hosté z Říše (Konrád z Friburku, Gotfried z Habsburku) Alfons Kastilský, Anglie, Richard Cornwallský, arcibiskupové z Mohuče, Magdeburku a Salcburku, Ludvík II. Hornobavorský, Jindřich Jasný, Albrecht II. Saský, Jan I. Brabantský, Albrecht Durynský | Uhry, Filip Sponheimský, Jindřich Dolnobavorský, Boleslav V. Stydlivý, Lešek Černý, Konrád II. Mazovský Francie, Karel z Anjou, Karel II. Neapolský, Byzanc, Béla Mačevský, Uroš Srbský, Lev Haličský | mír pod Bratislavou |
| 1272–1273     | válka o akvilejský patriarchát - obsazení Cividale | Filip Sponheimský | akvilejská kapitula, korutanský hejtman Oldřich z Drnholce (Přemysl Otakar II.) | Přemysl Otakar II. jmenován generálním správcem patriarchátu do zvolení nového patriarchy, smíření Přemysla Otakara II. s Filipem Sponheimským                                      |
| 1273          | válka s Uherskem - dobytí Rábu rakouskými ministeriály - tažení Moravanů a Rakušanů proti Nitře: spálení Nitry - tažení Uhrů k Lávě - boj u Plaveckého hradu - tažení Přemysla Otakara II. do Uher: dobytí Bratislavy, Svatého Juru, Trnavy ad., boj o Ráb, bitva na Rábnici, boj o hrad Dyvenkuy, obležení Děvína - uherský vpád do Štýrska - boj o Vasvár - boj u Szombathely - obležení Šoproně | Přemysl Otakar II. (České království, Rakousy, Štýrsko, Korutany, Kraňsko, Vindická marka, Pordenone), Kyburgové | Uhersko | smrt Oldřicha z Drnholce, taktické vítězství Přemyslovců, strategicky neúspěch |
| 1275          | odboj v Rakousích a Štýrsku | Wernhard z Wolkersdorfu, Ulrich z Viehofenu, Hartnid z Wildonu | Rakousy, Štýrsko (Přemysl Otakar II.) | potlačení odboje, útěk vzbouřenců k Rudolfovi Habsburskému |
| 1275          | válka se Salcburskem - dobytí Friesachu | salcburský arcibiskup Fridrich, řezenský biskup Lev, pasovský biskup Petr | země Přemysla Otakara II. | smír v Praze |
| 1275–1276     | válka proti Přemyslovcům - tažení Menharta Tyrolského do Korutan a Štýrska: obležení Štýrského Hradce, pád Offenbergu, Kaisersbergu, Nového Wildonu, Eppensteinu aj. - ústupové boje Miloty z Dědic ze Štýrska - pád Lince - boje u Enže - pád Tullnu - pád Klosterneuburgu - obležení Vídně - odboj Vítkovců a Borše z Rýzmburka: zničení Zlaté Koruny | Rudolf Habsburský, Uhry, dominikáni, minorité, mohučský arcibiskup Werner, Menhart a Albrecht Tyrolští, salcburský arcibiskup Fridrich, akvilejský patriarcha Raimund, Fridrich z Hohenzollernu, biskup z Chiemsee Jan, biskup würzburský Bertold, hesenský lantkrabě Jindřich, Ludvík Hornobavorský, Jindřich Dolnobavorský, vzbouřenci: Oldřich z Heunburgu, Jindřich z Pfannbergu, Herond z Wildonu, Ota z Lichtenštejna, Wernhard z Wolkensdorfu, Ota z Haslau (od června 1276), Ota z Perchtoldsdorfu (od června 1276), Boreš z Rýzmburka, Vítkovci (Záviš z Falkenštejna) | Přemysl Otakar II., Ota z Orlamünde, Rudolf Bádenský, Ota V. Dlouhý, Albrecht Braniborský, Jindřich Dolnobavorský, Poláci, ministeriálové z Haßlachu, Albero z Puchheimu, Jindřich z Kuenring-Weitra aj. | Vídeňský mír (1276) |
| 1276          | vpád Wernharda z Wolkensdorfu do Přemyslova ležení u Vídně | Wernhard z Wolkensdorfu | Přemysl Otakar II. | Wernhardova smrt |
| 1277          | válka s Vítkovci a Boršem z Rýzmburka - dobytí Jindřichova Hradce - dobytí Českého Krumlova - přepadení Českých Budějovic | České království | Vítkovci (Oldřich z Hradce, Jindřich a Vítek z Rožmberka, Vítek z Krumlova, Záviš z Falkenštejna, Ojíř z Lomnice), Boreš z Rýzmburka, Rudolf Habsburský | dočasné vyhnání některých Vítkovců a jejich prohlášení za psance, poté mírové jednání v Praze                                                                                       |
| 1277–1278     | odboj Borše z Rýzmburka a Vítkovců | Boreš z Rýzmburka, Vítkovci, Rudolf Habsburský | České království | poprava Borše z Rýzmburka, útěk Záviše z Falkenštejna |
| 1278          | válka Rudolfa Habsburského s Přemyslem Otakarem II. - tažení Přemysla Otakara II. do Rakous: vypálení Weidhofenu, obležení Drozdovic, obležení Lávy, bitva na Moravském poli | Rudolf Habsburský, Uhersko, Kumáni, basilejský biskup Jindřich, salcburský arcibiskup Fridrich, alsaský fojt Konrád z Hastattu, Albrecht I. Tyrolsko-Gorický, rytíři z Porýní, Frank, Švábska a Švýcar | České království, Jindřich z Kuenring-Weitra, rytíři z Durynska, Míšeňska, Braniborska, sbor z Krakovska, Jindřich Probus (?), Jindřich Hlohovský (?) Ota V. Dlouhý | smrt Přemysla Otakara II. a drtivá porážka jeho vojska |
| 1278          | válka o regentství nad českým královstvím - tažení Rudolfa Habsburského do Čech | Rudolf Habsburský (Rakušané, Štýřané), salcburský arcibiskup Fridrich, biskupové Jan z Chiemsee, Wernhard ze Sekova a Gerhard z Lavantu, Ludvík II. Hornobavorský, Menhart Tyrolský, Fridrich z Hohenzollernu | Ota V. Dlouhý, Ota IV. se šípem, Jindřich Probus | rozdělení moci: Morava Rudolfovi na 5 let, Kladsko a Broumovsko Probovi, regentství a správa Čech Otovi V. na 5 let                                                                 |
| 1279          | spor mezi Otou V. a pražským biskupem - obsazení Roudnice - obsazení Biskupského dvora | Ota V. Dlouhý | pražský biskup Tobiáš, církevní instituce stojíc na straně Kunhuty | odvezení Václava II. do Braniborska |
| 1279          | přepadení Českých Budějovic | Záviš z Falkenštejna | České Budějovice | vyplenění Budějovic |
| 1280          | tažení Rudolfa Habsburského do Čech | Rudolf Habsburský, Ludvík II. Hornobavorský, biskupové basilejský Jindřich, tridentský Jindřich a chiemský Konrád, Berengar z Laufen, Ota Dolnobavorský, Albrecht Saský, Fridrich z Hohenzollernu, Menhart Tyrolský aj. | Ota V. Dlouhý, oddíly Bolka Lehnického | smíření mezi Rudolfem a Otou |
| 1280          | plenění moravských církevních statků | Albrecht starší ze Šternberka | olomoucké biskupství, olomoucká kapitula, klášter Hradisko | smíření Albrechta s církví |
| 1281          | válka na Moravě | Albrecht Saský zastupující Rudolfa | moravská šlechta (Milota z Dědic, Gerhard z Obřan) | zatčení Miloty a Gerharda |
| 1281          | spor mezi vratislavským biskupstvím a bratry z Linavy | vratislavský biskup Tomáš | Otta a Oldřich z Linavy na Edelštejně a Cukmantlu | rozhodčí výrok Mikuláše Opavského |
| 1281          | záští mezi Řádem německých rytířů a Závišem ze Stružnice | Záviš ze Stružnice | Řád německých rytířů | smír mezi Řádem a Závišem |
| 1283/1284     | spor o Opavu | Mikuláš Opavský | Opava, Kunhuta | smíření mezi Mikulášem a Opavou |
| 1284          | válka o převahu v zemi a na královském dvoře - obležení Zvíkova | Záviš z Falkenštejna, Ojíř z Lomnice, Hroznata z Úžic, Vítek z Krumlova, Jindřich z Rožmberka, Oldřich z Hradce, Sezima ze Stráže, Hynek z Dubé, Jaroslav ze Šternberka, Hynek z Lichtenburka, Albert ze Žeberka, Mutina z Kostomlat, Ondřej z Kavčí hory, Půta ze Mšeného, Vilém z Miličína, Půta z Potštejna, Soběhrd z Litic, Holen z Vildštejna aj. | Purkart z Janovic, Zbyslav z Třebouně, Zdislav z Lemberka, Sezima z Krašova, Tobiáš z Bechyně, Beneš z Vartenberka, Bohuslav ze Zvíkova, Heřman z Hohenberka, Tobiáš ze Zvíkova aj. | smíření mezi oběma kotériemi |
| 1285          | spor mezi Jindřichem Probem a vratislavským biskupem - dobytí Edelštejna | Jindřich Probus | vratislavský biskup Tomáš II. | zástava Edelštejnu biskupovi |
| 1285–1286     | tažení proti lapkům na Moravu - obležení rajhradského kláštera - dobytí Moravské Třebové - dobytí Hoštejna | Václav II., Záviš z Falkenštejna, olomoucký biskup Dětřich | lapkové, Fridrich ml. ze Šumburka, manové olomouckého biskupství, Gerhard z Obřan | vítězství českého krále |
| 1287–1288     | válka mezi českou šlechtou - přepadení Záviše z Falkenštejna v Železných horách - česk-rakouské pohraniční potyčky | Heiman z Lichtenburka, Albrecht Habsburský, Boček z Vranova, z Bechyně, ze Zvíkova aj. | Záviš z Falkenštejna, Uhersko, Václav II. | příměří mezi oběma stranami |
| 1288-1290     | záští mezi pražským biskupem a českou šlechtou, odboj Vítkovců - přepadení Příbrami - vypálení Pelhřimova - vypálení Týna nad Vltavou - obsazení Č. Budějovic králem - obležení Hluboké | pražský biskup Tobiáš, Václav II., Mikuláš, Čeněk z Kamenice, Rudolf I. Habsburský, Rudolf Habsburský (Bertold z Gebzenštejna, Helwig z Goldbachu, hrabě Albrecht z Hohenbergu se synem Albrechtem, hrabě Rudolf z Habsburku-Laufenburgu, Hiltbrand maršálek z Pappenheimu, Eberhard stolník z Waldburgu, Jindřich Walter z Ramschwagen a Dietegen z Kastelu) | Hynek mladší z Lichtenburka, Dětřich Švihovec, Zdeslav ze Šternberka, Ondřej z Říčan, Konrád a Jindřich z Altenburku, Jindřich z Rožmberka, Vícek ze Zálší, Zbyslav Třebouně, bratři Vítek, Vok, Budivoj a Henslín ze Skalice jinak z Ledenic, Hroznata z Úžic se syny Arnoštem, Jencem a Budivojem | smíření krále se všemi kromě Závišových bratrů a Hroznaty se syny, poprava Záviše z Falkenštejna, zabití Čeňka z Kamenice                                                           |
| 1291-1292     | válka o Malopolsko - Lokýtkův vpád do Krakovska - odvetné tažení Tasa z Vízmburka - tažení biskupa Arnolda a Dietegena z Kastelu: obsazení Krakova, Wiślice, Oblekońe a (?) Prądocina, vpád do Sandoměřska - Lokýtkův protiútok: pád Wiślice, Oblekońu a (?) Prądocina - Lokýtkovo tažení do Krakovska k Miechówu (1292) - tažení Václava II.: dobytí Sieradze | Václav II., Griffina, Ota V. Dlouhý, Bolek Opolský, Kazimír Bytomský, Přemysl Ratibořský, Měšek Těšínský, Boleslav Mazovský, bamberský biskup Arnold, Dietegen z Kastelu, Jindřich z Wüstehube, Alexius z Leckinsteina, krakovský biskup Pavel, Warcislaw z Krzelowa | Vladislav Lokýtek, Halič, Uhry, Žegota, Oto, Svatopluk, Mikuláš Gniewomirovic, Klemens, Dominik aj. | odvolání biskupa Arnolda a Dietegena z Kastelu ze služeb Václava II., Litomyšlské privilegium, zisk Krakovska a Sandoměřska Václavem II., lenní slib Vladislava Lokýtka Václavu II. |
| 1297          | válka v Polsku - tažení Lokýtka a Uhrů proti Jindřichovi Hlohovskému a Bolkovi Opolskému - vpád Bolka Mazovského do Malopolska: vyplenění Miechówa | Vladislav Lokýtek, Uhersko, Boleslav Mazovský | Jindřich Hlohovský, Václav II., Bolek Opolský | mír v Sieradzi |
| 1298          | válka o říšský trůn - obležení Alzey - bitva u Göllheimu | Albrecht Habsburský, Uhry, Jindřich Korutanský, Albrecht z Hohenberku-Heigerlochu aj., Václav II. (Bolek Opolský, Smil z Nových Hradů) | Adolf Nasavský, Ota Dolnobavorský, Rudolf I. Falcký aj. | smrt Adolfa Nasavského, vítězství Albrechta |
| 1300          | vpád haličských do Malopolska - spálení Nového Města Korczyna | Lev Danilovič Haličský | Václav II. | vítězství Haliče |
| 1300          | cesta Václava II. za polskou korunou - dobytí hrádku příbuzných Záviše z Falkenštejna | Václav II., Lešek, Kazimír a Přemysl Inovroclavští, elita ze Sieradzska, Lenčicka, Kujavska, Velkopolska a Gdaňského Pomoří | Vladislav Lokýtek | útěk Vladislava Lokýtka, korunovace Václava II. na polského krále, lenní hold inovroclavských Piastovců                                                                             |
| 1300–1303     | válka s Rujánou - Samborovo tažení do Gdaňského Pomoří: obsazení hradů Stolp, Schlawe, Rügenwalde a Belgarde - úspěšná obrana Gdaňsku - protiútok: dobytí Stolpu a Belgardu, obsazení Schlawe | České a polské království, Řád německých rytířů | rujánské knížectví (Vislav, Sambor), kaminský biskup Jindřich | vítězství česko-polské unie |
| 1301–1304     | válka s Hlohovskem - vyplenění Odolanówa | Jindřich III. Hlohovský, Bolek I. Surový | české a polské království | nerozhodně |
| 1302          | válka ve Svaté říši římské | Albrecht Habsburský, Bavoři, Uhři, žoldnéři z českého království | Jan Henegavský, kolínský arcibiskup Wikbold aj. | Albrechtovo vítězství |
| 1303–1304     | kujavsko-dobříňská válka - pád Dobříně - znovudobytí Dobříně - obsazení Vyšehradu a Raciążku Zemovítem - znovudobytí Słońska, Vyšehradu a Raciążku Inovroclavskými | Lešek, Přemysl a Kazimír Inovroclavští, dobříňská opozice (Vojslav Trojanovic) | Zemovít Dobříňský | status quo ante bellum |
| 1301–1305     | válka o arpádovské dědictví a dominanci ve střední Evropě - obsazení Ostřihomi Kyseckými - obležení Budína (1302) - tažení Karla Roberta na Stoličný Bělehrad (1302) - vpád Lokýtka, Haliče a Mongolů do Sandoměřska: zničení Sandoměře (1302) - znovudobytí Lublinu malopolským rytířstvem (1302) - tažení Václava II. do Uher: dobytí Ostřihomi (1304) - tažení Lokýtka a Uhrů do Malopolska: dobytí Wiślice, Pełczyszky (?) a Lelowa (?), obsazení Sandoměře (1305) - vpád Rudolfa Habsburského na Moravu: obsazení Mikulova, vypálení Jaroslavic - obsazení Floßu, Parksteinu a Weidenu Dietegenem z Kastelu - obsazení Chebska, Vogtlandu a Plíseňska Habsburky - vpád Uhrů, Kumánů a Rudolfa Habsburského na Moravu: vypálení Ivančic - vpád Kumánů do Rakous: bitva u Altenburku - obležení Kutné Hory - přepadení a zajetí Petra z Aspeltu - průchod habsburských vojsk územím Oty Dolnobavorského (1305) | České a polské království, Ladislav V., uherští straníci: Jan (Ivan) a Jindřich Kysečtí, kaločský arcibiskup Jan, spišský probošt-biskup Jakub, Matúš Čák Trenčanský (do 1305), hrabě spišských Sasů Jordán z Hrhova, Omoděj Aba (do 1302/1303), palatin Štěpán, bán Ladislav Ratolth, bosenský biskup Mikuláš (do 1302), nejvyšší taverník Dominik, magister Demeter, Ladislav z Toruoy, Štěpán ze Zaly aj., Heřman III. Braniborský, Ota IV. se šípem, Vratislavsko, Ruprecht Nasavský, Petr z Aspeltu, Jan Muskata, Ota Dolnobavorský (od 1305)                              | papežové Bonifác VIII. a Benedikt XI., Karel Robert z Anjou, Neapolsko, uherští straníci: ostřihomský arcibiskup Řehoř Bicskei, pětikostelský biskup Pavel, nitranský biskup Jan, kaločský arcibiskup Štěpán, bosenský biskup Mikuláš (od 1302), Ugrin Čák, Omoděj Aba (od 1302/1303), Matúš Čák Trenčanský (od 1305), ostřihomská kapitula, ostřihomský arcibiskup Michal, biskupové sedmihradský Petr a rábský Dětřich, Štěpán (syn Marka), Leukas (syn Vavřince Čáka), Opour, Kumáni aj., Albrecht Habsburský (od 1303), Jindřich z Lichtenštejna, Dietegen z Kastelu, Eberhard Würtemberský, falckrabě Rudolf, Ota Dolnobavorský (do 1305), hrabata z Hohenberku a Hirschberku, purkrabí z Rheinfeldu, páni z Hohenlohe a Rappoltsteinu, burgundský zemský fojt, biskupové z Kostnice, Štrasburku, Špýru, Freisingu, Řezna, Pasova a Augsburku, salcburský arcibiskup Konrád, Meinhard z Ortenburgu, Rudolf ze Sargansu a Werdenberku, Vilém z Montfortu aj. z Říše, Halič, Zlatá horda, Vladislav Lokýtek aj. | mír mezi Václavem III. a Habsburky, rezignace Václava III. na uherský trůn ve prospěch Oty Dolnobavorského                                                                          |
| 1305–1306     | válka s Lokýtkem - vyplenění Skalbmierze, Miechówa, Věličky, Busku, Starého Sącze aj. - obsazení Týnce Gerlachem z Culpen - dobytí statků krakovského biskupa: Iłże, Tarczku, Kielce a Sławkowa Lokýtkem - tažení Pavla z Paulštejna na Krušvici - obležení Krakova - neuskutečněné tažení Václava III. | České a polské království, velkopolský hejtman Pavel z Paulštejna, krakovský biskup Jan Muskata (Rulko (asi) z Bibrštejna, Ota z Maltitz, Ota Spatzmann, Fridrich z Linavy, Gerlach z Culpen) aj. | Vladislav Lokýtek, Omoděj Aba, Kazimír Bytomský, Přemysl Inovroclavský, Kazimír III. Hněvkovský, Lešek Inovroclavský, hnězdenský arcibiskup Jakub, rod Lisů (krakovský soudce Pakoslaw ze Mstyczowa, sandoměřský soudce Varcislav, krakovský palatin Mikuláš, sieradzský kastelán Klement), Gryfiti (Czadro z Latoszyna a Jan z Dęblina), Bogoriové (Vojtěch ze Žmigrodu), Toporczykové (sandoměřský palatin Ota) aj. | zajetí Leška Inovroclavského, zavraždění Václava III. |
| 1305          | litevský vpád do Polska - vyplenění Kališe | České a polské království | Litevské velkoknížectví (Witenes) | vítězství Litevců |
| 1306          | vpád Jindřicha Hlohovského do Velkopolska | Jindřich III. Hlohovský | České a polské království, Braniborsko | zavraždění Václava III. |

### Boj o český trůn
| Období    | Konflikt | I strana | II strana | Výsledek |
| --------- | --- | --- | --- | --- |
| 1306      | vpád Vítkovců do Českých Budějovic | Jindřich z Rožmberka, Vítek z Landštejna | Mikuláš Klaric | vítězství Vítkovců                                                                                          |
| 1306      | obsazení Lanškrouna | Heiman z Dubé | Zbraslavský klášter | vítězství Heimana                                                                                           |
| 1306      | vpád Habsburků do Čech - Rudolfovo tažení k Praze - Albrechtovo tažení k Praze | Albrecht Habsburský, Rudolf Habsburský, Jindřich z Rožmberka, Raimund z Lichtenburka, Hynek z Dubé, Dobeš z Bechyně, Albrecht ze Žeberka, Jindřich z Lipé, Oldřich z Lichtenburka | Jindřich Korutanský, Štěpán Dolnobavorský | vítězství Habsburků                                                                                         |
| 1307–1308 | válka o český trůn a odboj v Říši - bitva u Lucky (1307) - dobývání Wartburka - Rudolfovo tažení do JZ Čech: obležení Horažďovic - Albrechtovo tažení do Durynska a Osterlandu - Fridrichovo tažení na Moravu - obsazení Křivoklátu Vilémem Zajícem z Valdeka - Fridrichovo tažení proti Vítkovcům: obsazení Českých Budějovic - Albrechtovo tažení do Čech: obsazení Žatce a Kadaně, obležení Kolína a Kutné Hory, osazení Nového Bydžova a Broumova, obležení Znojma - tažení do Korutan: obsazení Celovce, Sv. Víta, Völkermaktu aj. - bitva u Neuburka na Innu - dobytí Žatce Vilémem Zajícem z Valdeka - bitva u Opočna (1308) - tažení Fridricha Míšeňského Osterlandem a Plíseňskem - obležení Pirkenštejna | Albrecht Habsburský, Rudolf Habsburský, Fridrich Habsburský, Eliška Rejčka, Jan z Meziříčí (1307), Hynek z Dubé (1307), Tobiáš z Bechyně, Albrecht ze Žeberka, Fridrich ze Šumburka, Bolek z Kravař, olomoucký biskup Jan (do 1308), Zbraslavský klášter, Heidenreich Sedlecký, věnná města, Kouřim (do 1308), pražští měšťané Wolfram a Hiltmar Fridiger, kutnohorští měšťané Pertold Pirkner a bratři Jenslin a Ortlieb z Rosenthalu, Petr z Aspeltu, falckrabata Ludvík a Rudolf, gorická hrabata, ortenburská hrabata, aquilejský patriarcha Ottobuono von Razzi, Walter z Castellu, templářský mistr Ekko, rakouská strana v olomoucké kapitule, kléru a manství (mistr Martin) | Jindřich Korutanský, Štěpán I. Dolnobavorský, Ota III. Dolnobavorský, Ota Korutanský, Fridrich Pokousaný a jeho bratr Diezman, Eberhard I. Würtemberský, pražský biskup Jan IV. z Dražic, olomoucký biskup Jan (od 1308), břevnovský klášter, Vilém Zajíc z Valdeka, Ojíř z Komberka, Bavor ze Strakonic, Ulman z Lichtenburka, Hynek Krušina z Lichtenburka, staroměstský měšťané Mikuláš Thusintmark a Mikuláš od Věže, kutnohorští Ruthardovci, Kouřim (od 1308), šlechta přistoupivší od roku 1307 (Raimund z Lichtemburka, Jindřich z Lipé, Vítek z Landštejna, Hynek z Dubé se synem Půtou, Jan z Vartemberka, Heiman z Ronova a Přibyslavi, Smil z Obřan, Jindřich z Rožmberka, Jan z Klimberka), Plichta ze Žerotína, Ctibor z Uherska, Hynek Žák z Dubé, Vítek ze Švábenic (od 1308), Zdeslav ze Šternberka (od 1308) | mír mezi Otou Korutanským a gorickým hrabětem (1308), mír ve Znojmě (1308)                                  |
| 1309–1310 | válka o český trůn - zajetí české šlechty kutnohorským a pražským patriciátem (únor 1309) - obsazení Pražského hradu a Kutné Hory Aufenštejnem (1309) - plenění statků zbraslavského kláštera Aufenštejnem (1309) - dobytí Pražského hradu povstalci (1309) - obsazení Kutné Hory Jindřichem Korutanským (18. 7. 1310) - obležení Prahy Fridrichem Míšeňským (září 1310) - říšské tažení do Čech (podzim 1310): obležení Kutné Hory, obležení Kolína, obsazení Starého Města pražského, přepadení Jindřicha Koutanského Vilémem Zajícem z Vladeka | Jindřich VII., Jan Lucemburský, Eliška Přemyslovna, zbraslavský klášter, sedlecký klášter, plaský klášter (od léta 1309), Albrecht ze Žeberka, Jindřich z Rožmberka, Fridrich ze Šumburka, Vítek z Landštejna, Jindřich z Lipé, Jan z Vartenberka, Bohuslav ze Švamberka a Boru, Vilém Zajíc z Valdeka, Hynek Krušina z Lichtemburka, Markvart ze Zvířetic, Fridman ze Smojna, část pražského a kutnohorského patriciátu, Jan IV. z Dražic, říšské tažení: Petr z Aspeltu, falckrabě Rudolf, eichstädský biskup Filip, norimberský purkrabí Fridrich, hrabě Bertold z Hennebergu, Ludvík z Oettingen aj.                                                                             | Jindřich Korutanský, Anna, Ota Korutanský, Fridrich Míšeňský, do poloviny roku 1309: Jindřich z Lipé, Jan z Vartenberka aj., bratři Konrád a Jindřich z Aufenštejna, část kutnohorského a pražského patriciátu | dobytí Čech Lucemburky, vyhnání Jindřicha Korutanského, smír mezi Janem Lucemburským a Fridrichem Míšeňským |

### České království a Země Koruny české za Lucemburků
| Období                     | Konflikt | I strana | II strana | Výsledek |
| -------------------------- | --- | --- | --- | --- |
| 1311                       | tažení Jana Lucemburského na Moravu | Jan Lucemburský aj. | loupeživí rytíři | pacifikace Moravy |
| 1311–1312                  | povstání fojta Alberta | České království, Krakov (fojt Albert), klášter v Miechowie (probošt Jindřich erbu Ossoria), krakovský biskup Jan Muskata se švagrem Gerlachem z Culpen, Sandoměř, Vělička, Bolek I. Opolský, | Vladislav Lokýtek, Nowy Sącz, Omoděj Aba | vítězství Lokýtka |
| 1313                       | tažení Jana Lucemburského na pomoc otci do Itálie | české království, Petr z Aspeltu | italská opozice | tažení přerušeno po smrti Jindřicha VII. |
| 1315                       | první tažení proti Matúši Čákovi | české království | Matúš Čák Trenčanský | umístění královských posádek u Uherského Brodu a Uherského Hradiště                                                                                     |
| 1315                       | druhé tažení proti Matúši Čákovi - Bitva o Holíč | české království, ozbrojenci z Říše | Matúš Čák Trenčanský | vítězství českého království |
| 1315-1316                  | válka královen - obsazení Českého Brodu pány z Lipé - dobývání Kostelce nad Orlicí Janem z Vartenberka - dobytí Jaroměře, Vysokého Mýta a Poličky králem | Eliška Rejčka, Jindřich z Lipé, Jan z Vartenberka, Vilém z Landštejna, Albrecht ze Žeberka, Čeněk z Lipé, Jindřich Berka z Dubé, Hynáček z Housky, oba Heimanové z Dubé, Beneš z Dubé, Jindřich z Lichtenburka | Eliška Přemyslovna, Jan Lucemburský, Ludvík Bavor, Balduin Lucemburský, Petr z Aspeltu, Boleslav III. Marnotratný (Těma z Koldic, Jindřich st. z Plavna, Jindřich ml. z Plavna, Jan z Gery), Vilém Zajíc z Valdeka, Petr z Rožmberka, Oldřich z Říčan, Beneš z Michalovic, Tobiáš z Bechyně ml., Heřman z Hohenbergu, Protiva z Rožmitálu, Půta z Turgova, Staré Město pražské | smrt Jana z Vartenberka, propuštění Jindřicha z Lipé z vězení                                                                                           |
| 1316                       | tažení do Říše - bitva u Neckaru | Ludvík Bavor, Jan Lucemburský, Balduin Lucemburský | Fridrich Sličný | nerozhodně |
| mezi 1314 a 1316           | lutyšsko-lucemburská válka - dva vpády lutyšského biskupa do Lucemburska - lucemburský protiútok | lutyšský biskup Adolf | Lucembursko | lutyšský biskup donucen k vyplacení škod |
| mezi 1314 a 1316           | tažení proti Poincovi z Wolmerange | Lucembursko | Poince z Wolmerange | ? |
| mezi 1314 a 1316           | odboj Jana z Vianden | Jan z Vianden | Lucembursko | obsazení hrabství Vianden lucemburským vojskem |
| 1316-1318                  | válka královen - tažení Jana Lucemburského proti Vilémovi z Landštejna (1318) - tažení krále a Elišky Přemyslovny na Moravu (1318) - tažení povstalců k Brnu (1318) | Eliška Přemyslovna, Jan Lucemburský, Ludvík Bavor, Vilém Zajíc z Valdeka, Tobiáš a Zbyněk z Bechyně, Jan z Dobrušky, Heřman z Jablonného, Markvard z Lemberka, Bavor ze Strakonic, Petr z Rožmberka (do 1318), porýnské oddíly | Eliška Rejčka, Habsburkové, Jindřich I. Javorský Jindřich z Lipé, Vilém z Landštejna, Petr z Rožmberka (od 1318) | domažlický sněm |
| 1319                       | válka královen - obsazení Lokte králem - obsazení Malé Strany a Pražského hradu králem - obležení Starého Města králem: vypálení předměstí na Zderaze, útok na Perštýn | Eliška Přemyslovna, Vilém Zajíc z Valdeka, Petr z Rožmberka, Staré Město pražské | Eliška Rejčka, Jan Lucemburský, Mikuláš II. Opavský, Jindřich z Lipé | vítězství krále, oslabení patriciátu |
| 1319                       | tažení Viléma Zajíce z Valdeka do Říše - ústup u Dachau | Ludvík Bavor, Vilém Zajíc z Valdeka | Fridrich Sličný | smrt Viléma Zajíce z Valdeka |
| 1319                       | tažení do Bydyšínska | české království | Jindřich Javorský | smír u Olešnice |
| 1319                       | tažení do Dolní Lužice | české království | Guben | český ústup |
| mezi 1316 a 1319           | válka mezi Brabantskem a Maastrichtem - zpustošení území Condroa lucemburskými oddíly - vítězství Brabantska nad hrabětem z Falkenbergu - vpád lutyšského biskupa do severního Lucemburska: rozboření města Marche-en-Famenne | Jan III. Brabantský, lutyšský biskup Adolf z La Marcku, Lucembursko (Jindřich z Beaufortu) | Maastricht, hrabě z Falkenbergu | příměří na dva roky |
| mezi 1316 a 1319           | lucembursko-verdunská válka - tažení Goberta z Apremontu k Damvillers | verdunský biskup Jindřich IV. z Apremontu | Lucembursko | ? |
| 1320                       | tažení do Alsaska | Ludvík Bavor, Jan Lucemburský, Balduin Lucemburský, jülišský vévoda Gebhard | Leopold Habsburský | ústup Ludvíka Bavora |
| 1320                       | válka o Lucembursko | Jan Lucemburský | lutyšský biskup Adolf z La Marcku, remešský biskup Robert z Courtenay | vítězství Lucemburska |
| 1321-1322                  | válka s vévodou z Baru | Lucembursko | barské vévodství | smír prostřednictvím Francie |
| 1322                       | válka o říšský trůn - bitva u Mühldorfu | Ludvík Bavor, české království, Lucembursko, Balduin Lucemburský, Bernard Svídnický, Jindřich Dolnobavorský starší, norimberský purkrabí Fridrich Hohenzollernský | Fridrich Sličný, Habsburkové, Uhersko, Kumáni | vítězství Ludvíka Bavora, zajetí Fridricha a Jindřicha Habsburského, hodonínský mír (1324)                                                              |
| 1322-1323                  | válka o hrady Mievault a Moncy a město Verdun - dobývání Marvaultu a Moncy vévodou z Baru | vévoda Eduard z Baru | Lucembursko | mírové jednání v Le Mans |
| 1324                       | vzpoura v Tolouse | Francie, Lucembursko | Tolouse | kapitulace Tolouse |
| 1324                       | válka s kolínským arcibiskupem - obležení Bonnu Janem Lucemburským - dobytí hradu Bolmenskinu Vilémem III. a Engelbertem | Vilém III. Henegavský, Lucembursko, Engelbert z La Marcku, lutyšský biskup Adolf z La Marcku | kolínský arcibiskup Jindřich z Virneburgu | kapitulace kolínského arcibiskupa |
| 1324-1326                  | válka s městem Mety - obležení Met - nájezdy metských do Lucemburska: bitva u Hesperingen (1325) | Lucembursko, české království (Heřman z Miličína, Petr z Rožmberka), lotrinský vévoda Ferry IV., Eduard z Baru, Balduin Lucemburský, Goubert z Aspremontu, verdunský biskup Jindřich z Aspremontu, metský biskup Jindřich Delfínův (do 1325) | Mety | mír prostřednictvím Francie a papeže |
| 1326-1327                  | povstání v Metách | metští řemeslníci a chudina | metský patriciát, Eduard z Baru, Jan Lucemburský | mírová dohoda |
| 1327                       | válka o polský trůn - české tažení na Krakov | Jan Lucemburský | Vladislav Lokýtek, Uhersko | trnavský mír |
| 1327-1328                  | lucembursko-brabantská válka | Jan Lucemburský, Rainald z Fauquemontu, lutyšký biskup Adolf z La Marcku | Jan III. Brabantský | mír v Bruselu |
| 1327-1328                  | povstání ve Flandrech - bitva u Casselu (1328) | Bruggy, Ypry ad. západoflanderská města | flanderský hrabě Ludvík, Robert z Casselu, Francie, 500 mužů Jana Lucemburského, Jan z Beaumontu | vítězství Francie |
| 1328                       | česko-rakouská válka - tažení do Rakous: dobytí Eggenburgu, boj u Drossendorfu | Fridrich Sličný, Albrecht Habsburský | české království, Uhersko, Ota Habsburský | mírová dohoda |
| 1328-1329                  | litevská jízda - dobytí Medelvagenu - Lokýtkův vpád do Chelmiňska - obsazení Dobříňska Janem Lucemburským - obležení Plocka | Jan Lucemburský, Řád německých rytířů, Jindřich z Lipé ml., Vilém z Landštejna, Ota z Bergova, Petr z Rožmberka, Bernard z Cimburka, Těma z Koldic, říšští křižáci: Jofrid z Leiningen, Oldřich z Hanau, Jindřich z Weilnau, Francouzi, Lucemburčané, Guillaume de Machaut | Litva, Vladislav Lokýtek Václav Plocký | porážka Litvy a Lokýtka, složení lenní přísahy Václava Plockého Janovi Lucemburskému                                                                    |
| 1328-1329                  | válka o Vratislavsko | Boleslav III. Marnotratný, Jan Stínavský | Jindřich VI. Vratislavský, české království | lenní přísahy Boleslava a Jana českému králi |
| 1328-1329                  | válka o mohučské arcibiskupství | Balduin Lucemburský, většina porýnských měst, mohučské kapituly a arcibiskupských manů, Jan Lucemburský | papež Jan XXII., Jindřich z Virneburgu, Mohuč, Frankfurt nad Mohanem, Erfurt | příměří s Mohučí (1329) |
| 1329                       | válka mezi lucemburskými a barskými many | leníci Lucemburska | leníci barského vévodství | dohoda v Marville |
| 1331-1333                  | válka o italskou signorii - nájezdy Florenťanů na Luccu - povstání v Brescii (1332) - obsazení Bergama a Pizzighettone Azzem - obležení Modeny - bitva u San Felice - útok Jan Lucemburského na Chieru (1333) - obležení tvrze v Pavii - pokus zmocnit se Bergama - obležení Ferrary legátem - bitva u Ferrary - obležení Cremony - obležení hradu Pizzighettone | Jan Lucemburský, Karel, Ludvík Savojský, Francie, papež, papežský legát Bertrand du Pojet, Bergamo, Bobbio, Como, Novara, Pavie, Vercelli, Cremona, Borgo San Donnino, Bologna, Mantova, Modena, Lucca, Parma, Piacenza, Reggio, Verona (města v roce 1331), francouzský sbor (1332): biskup z Beauvais Jean de Marigny, Jan I. z Armagnacu, Simone Filippi de’ Reali, hrabě Sancerre, lucemburský senešal Arnold z Pittingen | Azzo Visconti, Florencie, Mastino della Scala, Gonzagové, ferrarský markrabě Rinald d’Este, Robert I. Neapolský | porážka Lucemburků, rozklad jejich signorie |
| 1331                       | válka s Habsburky a Uhrami - první tažení Oty a Uher - druhé tažení Oty a Uher na Moravu - vpád moravské šlechty do Rakous | Uhersko, Ota Habsburský | české království, saský vévoda Rudolf a jeho bratr: pasovský biskup Albrecht | vídeňský mír |
| 1331                       | válka o dědictví Přemysla Hlohovského - obsazení Hlohova Bolkem - tažení Jan Lucemburského: dobytí Němčí, obsazení Hlohovska, obležení Hlohova | Jan Stínavský, Jindřich Zaháňský, Konrád Olešnický, Jan Lucemburský | Bolek II. Svídnický a jeho sestra Konstancie (Boleslav III. Marnotratný?) | obsazení Hlohovska Janem Lucemburským |
| 1331-1333                  | česko-polsko-křižácká válka - obležení Poznaně Janem Lucemburským (1331) - Lokýtkovo tažení Plockem do Pruska (1332) - boj na polském pohraničí (1332) (Hynek z Dubé) | Řád německých rytířů, Jan Lucemburský | Vladislav Lokýtek | stažení Jana Lucemburského od Poznaně |
| 1332                       | aféra Roberta z Artois | Filip VI., Jan Lucemburský, lutyšský biskup Adolf z La Marcku | Robert z Artois, Jan III. Brabantský | příměří mezi Filipem a Robertem |
| 1333                       | válka o Mecheln | flanderský hrabě Ludvík | Jan III. Brabantský, Jan Lucemburský, Mecheln aj. | příměří |
| 1334                       | válka s Brabantskem - první tažení Jana Lucemburského do Limburska: obsazení hradu Herve, obležení města Nolduc, vypálení řady vsí - druhé tažení Jana Lucemburského do Limburska | Jan Lucemburský, kolínský arcibiskup Walram z Jülichu, lutyšský biskup Adolf, flanderský hrabě Ludvík, Vilém III. Holandský, hrabě Renaut z Gueldre aj. | Jan III. Brabantský | mír v Amiensu |
| 1335                       | Karlovo tažení do Minsterberska - bitva u Frankenštejnu | Karel | Boleslav II. Minsterberský | Bolkovo vítězství, složení holdu Bolkem českému králi                                                                                                   |
| 1335-1336                  | válka o dědictví Jindřicha Korutanského - porážka Oty u Znojma - protiútok Jindřicha II. z Lipé - Karlovo tažení z Tyrol na Habsburky a Uhry - tažení Jala Lucemburského do Rakous a Bavorska - vpád císaře do Dolního Bavorska a Rakous - Karlovo tažení z Tyrol ke hradu Kufsteinu | Ludvík Bavor, Ota Habsburský, Uhersko (do 1336) | České království, Karel, Jan Jindřich, Jindřich Dolnobavorský, Uhry (od 1336) | mír s Habsburky v Enži |
| 1336-1337                  | litevská jízda | Jan Lucemburský, Karel, Jindřich II. Dolnobavorský, Řád německých rytířů | Litva | neúspěch výpravy |
| 1337                       | benátsko-scaligerská válka - obsazení hradu Primiero a města Belluno Karlem - obležení Feltre | Benátská republika, Karel, Jan Jindřich, Jan z Lipé, Bušek starší z Velhartic, Zbyněk Zajíc z Valdeka aj. | Mastino della Scala | získání Belluna a Feltre Lucemburky |
| 1338                       | první odboj Mikuláše z Potštejna - rozboření Chocně a některých hradů Karlem | Mikuláš z Potštejna | české království (Karel) | vítězství Karla |
| 1339                       | druhý odboj Mikuláše z Potštejna - dobytí Potštejna | Mikuláš z Potštejna | české království (Karel) | smrt Mikuláše z Potštejna |
| 1339                       | Stoletá válka | Francie, Jan Lucemburský, Karel | Anglie | ústup Angličanů |
| 1339-1341                  | konflikt s biskupem Nankerem - dobytí hradu Milíče a plenění biskupských statků Janem Lucemburským | vratislavský biskup Nanker z Oxy, polská menšina vratislavské kapituly, papežská kurie (legát Galhard Carceribus) | české království, německá většina vratislavské kapituly, Vratislav, část slezské církve | exkomunikace Jana Lucemburského Nankerem, zavraždění inkvizitora Jana ze Schwenkenfeldu, smíření s novým biskupem Přeclavem z Pohořelé                  |
| 1340                       | Stoletá válka - obležení Tournai | Anglie, henegavsko, brabantsko, geldernsko, jülišsko, Jan Hennegavský | Francie, Jan Lucemburský, lutyšský biskup Adolf, lotrinský vévoda Rudolf, savojský hrabě Aimerus aj. | příměří |
| 1340                       | odboj v Tyrolsku | Markéta Pyskatá, Ludvík Bavor, Albrecht aj. | Jan Jindřich, Karel, Tägen z Villandersu | potlačení odboje |
| 1340                       | tridentsko-viscontiovská válka - Karlovo tažení: dobytí hradu Penede, hradu a města Bellvicino, hradu Melc a hradu Peutelstein | Viscontiové | tridentský biskup Mikuláš Brněnský, Karel, Tägen z Villandersu | porážka Viscontiů |
| 1340                       | goricko-aquilejská válka - tažení na Gorici | hrabata z Gorice, Albrecht II. Habsburský | aquilejský patrarcha Bertrand, Karel, Tyrolsko | ukončení aktivní Karlovy a tyrolské účasti |
| 1341                       | převrat v Tyrolsku | Markéta Pyskatá, tyrolská šlechta | Jan Jindřich, Tägen z Villandersu | Markétino vítězství |
| 1342-1344                  | válka o Hlohov - neúspěšné Jindřichovy pokusy o ovládnutí Hlohova - obsazení Hlohova Jindřichem Železným (1343) - obležení Hlohova Janem Lucemburským - Karlova výprava do Slezska | Jindřich Železný | české království (Jan Lucemburský, Karel) | smír mezi Jindřichem Železným a českým králem, složení holdu Jindřichem králi, rozdělení Hlohovska na dvě části                                         |
| 1343                       | polský vpád do Slezska - pád Wschowy - spálení Stínavy - nájezd do Zaháňska - bitva u Olešnice | Polsko | Konrád I. Olešnický, Jan Stínavský, Jindřich V. Železný | ztráta Wschowy, vítězství u Olešnice |
| 1343                       | půtky na česko-bavorské hranici | české království | Ludvík Bavor | příměří |
| 1344-1345                  | litevská jízda | Jan Lucemburský, Karel, Ludvík I. Veliký, Vilém III. Holandský, Jan I. z Bourbonu aj. | Litva | ? |
| 1345-1348                  | Česko-polská válka - zajetí Karla v Kališi - hlohovsko-olešnický útok na Wschowu - tažení proti Bolkovi Malému: dobytí Kamenné Hory, obležení Svídnice - dobývání Sprembergu Karlem - obležení Wschowy Konrádem Olešnickým a Jindřichem V. Zaháňským - polský vpád do Ratibořska: vypálení Pštiny a Rybníka, obležení Žor - český protiútok: tažení moravské hotovosti Čeňka z Lipé (vyproštění Žor, zajetí Čeňka), obležení Krakova, spálení Miechowa, bitva u Lelowa, bitva u Pogonie (1345) - první polský vpád do Vratislavska - druhý polský vpád do Vratislavska - znovudobytí Kamenné Hory Bolkem (1348) | Polsko, Uhersko, Bolek Svídnický, Ludvík Bavor (do 1347), Braniborsko | české království | Namyslovský mír |
| 1346                       | Stoletá válka - bitva u Kresčaku | Anglie | Francie, Jan Lucemburský, Karel IV. aj. | vítězství Anglie |
| 1346-1347                  | válka o říšský trůn | Jan Lucemburský, Karel IV. aj. | Ludvík Bavor, Braniborsko aj. | smrt Ludvíka Bavora |
| 1348-1349                  | válka o říšský trůn - tažení k Mohuči (1349) | Wittelsbachové, Eduard III. (do 1348), Günther ze Schwarzburgu (od 1349) aj. | Karel IV. aj. | Eltvillské smlouvy, Güntherova smrt |
| 1348-1350/1355             | válka o Braniborsko - obležení Frankfurtu nad Odrou | Lžiwaldemar, Karel IV. (do 1349), Berlín aj. | Ludvík Braniborský, Frankfurt nad Odrou aj. | Elvillské smlouvy, jednání v Budyšíně |
| 1349                       | revolta v Norimberku | Norimberští | Karel IV. | Karlovo vítězství |
| 1350                       | litevský nájezd do Lenčicka - bitva u Žukova | Litva | Polsko, Boleslav III. Plocký, Zemovít III. Starší | polsko-mazovské vítězství |
| 1351                       | tažení na Litvu | Polsko, Uhry, Boleslav III. Plocký | Litva | kapitulace Litvy, smrt Boleslava III. Plockého |
| 1351                       | válka o dědictví Markéty z Halsu - vpád české šlechty do Rakous: bitva u Hellmansodtu - bitva u Zámostí | Jindřich z Hradce, Jan ze Šternberka, Ojíř z Landštejna, Petr ze Šternberka | Eberhad z Wallsee, Jindřich z Wallsee, Adalbert z Puchheimu, Vilém z Landštejna | porážka hradecké strany |
| 1351-1352                  | válka růží - dobytí Strašic a Chluhova Karlem IV. | Rožmberkové, Jindřich z Hradce | Vilém z Landštejna, Karel IV. | smíření v Praze |
| 1353-1354                  | válka růží - výpad Jindřicha z Hradce - obležení Slavonic | Rožmberkové, Jindřich z Hradce | Vilém z Landštejna, Karel IV., Jan Jindřich | smír Karlovým prostřednictvím |
| 1354                       | válka s Curychem | Habsburkové, Karel IV. | Curych | Karlův ústup |
| 1354-1355                  | první plavenská válka | Země Koruny české | plavenští fojtové | vítězství Koruny |
| 1355                       | válka v Itálii | papežství (legát Albornoz), oddíly Karla IV. | ? | ? |
| 1355                       | boj o Pisu | Bergoliniové | Raspantiové | vyhnání předáků obou rodů císařským místodržitelem |
| 1355                       | povstání v Pise | Bergoliniové, pisánský lid | Karel IV., Jindřich z Hradce aj. | potlačení povstání |
| 1355/56                    | tažení proti lapkům | Země Koruny české | Jan Pancíř ze Žampachu aj. | vítězství Koruny |
| 1356                       | rožmberský odboj - Karlovo tažení proti Rožmberkům - obležení Telče Janem Jindřichem | Rožmberkové, Jindřich z Hradce | české království, moravské markrabství | smír v Praze s Rožmberky, dva roky vyhnanství pro Jindřicha z Hradce                                                                                    |
| 1356                       | vpád Ludvíka Flanderského do Brabantska - pád Bruselu aj. - Václavův protiútok: znovudobytí Bruselu a jiných měst | Ludvík II. Flanderský | Johana Brabantská a Václav Lucemburský, syn jülišského markraběte Viléma VI. | vítězství Lucemburků |
| 1356-1357                  | moravsko-rakouská válka - vpád žoldnéřů rakouské šlechty na Moravu - protiútok Jana Jindřicha do Rakous | Jan Jindřich | Albrecht II. Habsburský | smíření prostřednictvím papeže a uherského krále |
| 1357                       | válka o Donaustauf - tažení do Bavorska | Wittelsbachové | Země Koruny české | vítězství Koruny |
| 1358                       | druhá plavenská válka | plavenští fojtové, fojtové z Gery | Země Koruny české, Wettinové | kapitulace plavenských a gerských fojtů |
| 1358                       | povstání Ettiena Marcela (Jacqueri)) | francouzští povstalci | Francie, Karel IV. | potlačení povstání |
| 1360                       | válka s Württemberskem - tažení do Württemberska | Eberhard II. Württemberský | Svatá říše římská, Polsko, Uhry, Dětřich z Portic, česká šlechta (Zbyněk Zajíc z Hazmburka) | Eberhardova kapitulace |
| 1362-1363                  | válka o čest uherské královny | Uhersko, Rudolf IV. Habsburský, Polsko aj. | Země Koruny české | rozpad koalice |
| 1362                       | pogrom ve Vratislavi | Vratislav | vratislavští Židé | ? |
| 1362                       | pogrom v Břehu | Břeh | břežští Židé | ? |
| 1365                       | vpád žoldnéřů do Alsaska | žoldnéři (Arnaud de Carrolles) | Karel IV. aj. | Karlovo vítězství |
| 1365                       | tažení na Balkán | Ludvík I. Veliký, Jan Jindřich | Srbsko, Bosna (Štěpán Tvrdek), vidinské knížectví (Jan Sracimir) | uherské vítězství |
| 1368                       | válka s Viscontii - obležení Mantovy - bitva u Borgoforte - tažení k Veroně - Karlův ústup do Mantovy | Viscontiové | Karel IV., papež Urban V., Gonzagové, říšské oddíly, české oddíly (Jan Soběslav, Ruprecht Lehnický, litomyšlský biskup Albrecht ze Šternberka, olomoucký biskup Jan ze Středy, Petr z Michalovic, Petr z Vartemberka na Kosti, Bušek z Velhartic, Těma z Koldic, Ondřej z Dubé, Petr z Rožmberka, Oldřich z Rožmberka aj.) | mír v Modeně |
| 1368-1369                  | konflikt s Florencií - obsazení města San Miniato Karlem (1368) | Florencie | Karel IV. | mírová dohoda |
| 1368                       | převrat v Sieně | Karel IV., sienští přívrženci | šlechtická vláda v Sieně | Karlovo vítězství |
| 1368-1372                  | spor o Kluczbork, Byčinu a Wołczyn - opolský nájezd do Břežska: střetnutí u Kluczborku | Ludvík I. Břežský | Vladislav II. Opolský, Boleslav III. Střelecký, Polsko | opolská rezignace |
| 1369                       | převrat v Sieně | guelfové (Gui de Boulogne), Karel IV. (zpočátku) | sienský lid, Karel IV. (o něco později) | porážka papežství |
| 1369                       | válka o Luccu - převrat v Lucce - boj o Pisu | Gambacorta, Karel IV. (Bušek mladší z Velhartic) | Pisa | Lucca říšským městem, kapitulace Pisy |
| 1369-1370                  | odboj města Perugie - vítězství perugijských nad papežským vojskem - bitva u Arezza - vpád perugijských do Spoleta - křížová výprava proti Perugii | Perugie | papežství, Karel IV., křižáci | ? |
| 1371-1373                  | válka o Braniborsko - tažení meklenburských vévodů k Liebenwalde (1371) - Otův útok na pomořanská léna v Uckermarce (1371) - pomořanský vpád do Nové Marky: obsazení Nörenburgu a Lippehne (1371) - znovudobytí Nörenbergu Otou (1371) - Karlovo tažení do Braniborska (1371): dobytí Münchebergu - magdeburské tažení do Braniborska (1371): dobytí Görzke - uherský vpád na Moravu (1371) - salcbursko-bavorský vpád do České Falce (1371) - pomořanský vpád do Nové Marky (1372): obležení Königsbergu - meklenburský vpád do Braniborska (1372): dobytí Marnitz a Fürstenwerder - meklenburský vpád do Braniborska (1373) - Karlovo tažení do Braniborska (1373): dobytí Frankfurtu nad Odrou, dobytí a vypálení Lubuše, obležení Fürstenwalde - tažení Franckého landfrýdu proti bavorským Wittelsbachům (1373) - Štěpánův výpad k Domažlicím (1373): český protiútok | Karel IV., Země Koruny české, pomořanští vévodové Kazimír III., Svantobor III. a Bogislav VII., meklenburský vévoda Albrecht II., magdeburští arcibiskupové Albrecht ze Šternberka a Petr Jelito, würzburský biskup Albrecht I. z Hohenlohe, saští vévodové Václav a Albrecht, francký landfrýd (Boreš z Rýzmburka) | Ota V. Líný, Wettinové (do 1372), Uhersko (Vladislav Opolský), salcburský arcibiskup Pilgrim (do 1372), bavorští vévodové Štěpán II. a Fridrich, pomořansko-wolgastští vévodové Bogislav VI. a Wartislaw VI. | Otův mír s meklenburským vévodou v Prenzlau (1371), mír s Wettiny (1372), mír před Fürstenwalde (1373)                                                  |
| 1371-1372                  | lucembursko-jülišská válka - bitva u Baesweiler | jülišský vévoda Vilém II., geldernský vévoda Eduard | Václav Lucemburský, namurský markrabě Vilém I., Guy z Lucemburku-Ligny, | vítězství vévody z Jülichu (zisk vévodství Geldern), zajetí Václava Lucemburského                                                                       |
| 1372                       | záští mezi Šternberky a pány z Kravař | lukovská větev Šternberků | páni z Kravař | smír prostřednictvím markraběte Jana Jindřicha |
| 1375                       | erfurtský odboj - obležení Erfurtu | Erfurt | mohučský arcibiskup Ludvík Míšeňský, Wettinové, Karel IV. | příměří |
| 1375                       | záští v lysické větvi pánů z Kunštátu - dobývání Rychvaldu Pročkem - dobývání Rychvaldu moravskou zemskou hotovostí | Proček z Kunštátu | Ješek Puška z Kunštátu, moravské markrabství | Pročkova porážka |
| 1375-1377                  | válka Vladislava Bílého - Vladislavův vpád do Kujavska (1375): dobytí Złotorie nad Drwęcą, Gniewkowa aj. - bitva u Gniewkowa - obležení Złotorie nad Drwęcą | Vladislav Bílý, braniborský pán Oldřich z Osten (do 1375), oddíly Filipa II. Smělého | polsko-uherská unie (Ludvík I. Uherský), Kazimír IV. Slupský aj. | mír v Břešti Kujavském |
| 1376-1377                  | švábská válka - obležení Ulmu - bitva u Reutlingen | spolek švábských měst | Eberhard II. Württemberský, Karel IV. | říšský sněm v Rothenburgu nad Taubou |
| 1376-1377                  | spory Jana Soběslava a zápas o vratislavské biskupství | Jan Soběslav, Jan ml. z Meziříčí, páni z Veletin, olomoucký biskupský man Lacek, pan Pusch aj. biskup Albert ze Šternberka, Šternberkové (lukavští, holešovičtí a zlínští) | olomoucké biskupství (Jan ze Středy) a kapitula aj. | smír prostřednictvím Karla IV. a Václava IV. |
| 1377                       | ? | sasko-lüneburští (?!) vévodové, Karel IV. | ? | ? |
| 1380-1382                  | popská/pivní válka - obsazení biskupských a kapitulních statků králem (1381) - králův vojenský zásah proti Ludvíkovi (1381) | vratislavská kapitula, Václav Lehnický, Ruprecht I. Lehnický, Ludvík I. Břežský | Vratislav, Václav IV. | dohoda v Praze |
| 1381-1382/3                | schaunberské povstání - obsazení hradu Kammer - dobytí města Eferding hájeného Rožmberky - obsazení hradu Peuerbach - obležení Schaunbergu - obležení hradu Stauff - obležení hradu Neuhaus - vpády Vítkovců do Rakous | Albrecht III. Habsburský | hrabata ze Schaunberka, Oldřich I. z Rožmberka, Petr II. z Rožmberka, Jan I. z Rožmberka, Jindřich z Hradce | mírové prostřednictví Václava IV. mezi Habsburky a českou šlechtou (1382)                                                                               |
| 1381-1382                  | válka o dědictví Jana Soběslava - dobytí hradu Tepenec Jindřichem z Nevojic a Unkou z Majetína - pustošení statků olomoucké kapituly - přepadení olomouckého kláštera augustiniánek u sv. Jakuba - neúspěšný pokus Jana Blateckého o převrat v Olomouci - záští Petra z Kravař a Ješka Pušky proti klášteru v Brně - záští Petra ze Šternberka s klášterem ve Velehradě - dobytí hradu Hluboký Lackem z Kravař - zničení tvrzí Bošovice a Stavěšice, zánik vsi Šenhofu (u Ždánic) | Jošt, olomoucká kapitula, olomoucký klášter augustiniánek u sv. Jakuba, moravská dvorská šlechta | Prokop, Jindřich z Nevojic, Unka z Majetína a jeho syn Vyknan z Tršic, olomoucký přívrženec Jan Blatecký, Petr z Kravař na Plumlově, Ješek Puška z Kunštátu na Rychvaldu, Oneš z Rakodav, Bolík a Čeněk z Olšan aj. Lacek z Kravař | rozhodčí výrok Václava IV. |
| 1382-1392                  | odboj Markvarta z Vartemberka - dobytí Žleb králem (1388) - dobytí Hrubého Rohozce (1390) a Zbiroh (1390) králem | Markvart z Vartemberka | Zhořelec, Žitava, Libava, později Země Koruny české | vítězství Koruny |
| 1382-1391                  | válka o hrad Plaue - neúspěšné dobývání Milowa Lippoldem (1391) | Lippold z Bredowa | magdeburský arcibiskup Albert z Querfurtu | zajetí Lippolda (1391) |
| 1383                       | "předvoj" Václavovy římské jízdy - obležení Trevisa Carrarou | Konrád Krajíř z Krajku (400 rytířů), Leopold Habsburský, Treviso | Francesco z Carrary | ? |
| 1383                       | pokus o dobytí Kališe Konrádem (válka Grzymalitů s Nalenczy) | Konrád II. Olešnický (300 kopiníků), Dzierżko z Iwna (bratr Domarata) | velkopolský starosta Domarat Wincent z Kępy | Konrádova porážka |
| 1383                       | válka o polský trůn - Zemovítovo a Konrádovo tažení do Kujav a Velkopolska: neúspěšné obležení Kališe, spálení Poniecu aj. - Zikmundův nájezd na Mazovsko a Kujavy: obležení Břeště Kujavského, | Zemovít IV. Mazovský, Konrád II. Olešnický | Zikmund, Václav IV. | příměří mezi Zemovítem a Zikmundem |
| 1383                       | válka o Wschowu | Jindřich VII. Rumpold, Jindřich VI. Starší | Polsko | neúspěch slezských knížat |
| 1383                       | záškodnická válka Bernarda z Vikštejna | bojová družina Bernarda z Vikštejna na hradě Šostýně, část manů olomouckého biskupa (Mikuláš Bulač, Pavel a Konrád Schenkwiczové aj.) | olomoucký biskup Petr Jelito, niské knížectví aj. | ? |
| 1383                       | záští Petra ze Šternberka s velehradským klášterem - Petrův útok na Dolní Popovice | Petr ze Šternberka | klášter Velehrad | ? |
| 1383                       | záští mezi Jindřichem z Bülowa a havelberským biskupem - spálení 11 vsí (i Wilsnacku) | Jindřich z Bülowa | havelberský biskup Dětřich II. z Manu | vznik Wilsnacku jako poutního místa |
| 1383                       | odboj Biberštejnů - výpady Čeňka z Donína do Zhořelecka - dobytí Frýdlantu | Jan z Biberštejna, Oldřich z Biberštejna, Čeněk z Donína | Václav IV. | smíření mezi Biberštejny a králem |
| 1384                       | záští mezi pánů z Hradce a pány z Maissau - vypálení předměstí Slavonic | Jindřich starší z Hradce aj. | Leopold z Maissau s příbuznými | zřejmě smír prostřednictvím Jošta |
| 1384                       | spor s pražským arcibiskupem - zboření Čúchova jezu Jenštejnem - plenění arcibiskupských statků | pražský arcibiskup Jan z Jenštejna | Jan Čúch ze Zásady, Václav IV. | vítězství královské strany |
| 1384                       | spor s Janem z Michalovic - Chvalův útok | Jan III. z Michalovic | Václav IV., vyšehradský purkrabí Chval z Kostelce | zákrok českých pánů |
| 1384-1385                  | litevské jízdy | Řád německých rytířů, Jan starší z Meziříčí, Jan z Mühlheimu, Kryštof z Lichtenštejna, Ota z Bergova aj. | Litva | neúspěch křižáků |
| 1385                       | spor s pražským arcibiskupem | pražský arcibiskup Jan z Jenštejna | Dětřich Hes z Makova | rozhodčí výrok Václava IV. |
| 1385-1386/1387             | válka o uherský trůn - tažení Zikmunda, Jošta a Prokopa (1385): obležení Nitry, dobytí hradu Malinova aj., obsazení Bratislavy, Rábu a Budína - Dračkiho tažení (1385): obsazení Budína - povstání v Chorvatsku a Mačvě (1386-1387): Zikmundův zásah proti vzbouřencům - tažení Václava IV. do Uher (1386) | Zikmund, Václav IV., Země Koruny české (Jošt, Prokop, Vilém ze Šternberka na Světlově aj.) | Alžběta Bosenská, Ludvík I. Orleánský aj. Karel z Drače, záhřebský biskup Pavel aj. | sňatek Zikmunda s Marií, Zikmundova zástava části Uher a Braniborska Joštovi a Prokopovi, smrt Karla z Drače, smrt Alžběty Bosenské, smír u Rábu (1386) |
| 1385                       | válka o polský trůn - nájezdy Bernardovy družiny na statky opolčíkových protivníků | Vladislav Jagello, (později) Vladislav Opolský Jan II. Opavsko-Ratibořský | Vilém Habsburský, (dočasně) Vladislav Opolský (Bernard z Vikštejna na Šostýně a jeho družina aj.) | obrat Opolčíka od Viléma k Jagellovi |
| 1386                       | záští mezi Ctiborem Pluhem a Oldřichem z Boskovic - Ctiborův vpád z Dolních Rakous na Oldřichovy statky | Ctibor Pluh z Rabštejna | Oldřich z Boskovic | ? |
| 1386                       | záští Tomáše Stangra | Tomáš Stangr | Osoblažsko | udělení léna Tomášovi |
| 1387-1389                  | městská válka - bitva u Döffingen (1388) | Fridrich Bavorský, Štěpán Bavorský, Ruprecht starší Falcký, Eberhard II. Württemberský aj. | svaz švábských měst, svaz rýnských měst, Václav IV. salcburský arcibiskup Pelhřim (do 1388), mohučský arcibiskup Adolf Nasavský aj. | chebský sněm |
| 1388                       | válka se salcburským arcibiskupem | Fridrich Bavorský, Václav IV., Jošt, Prokop | salcburský arcibiskup Pelhřim | arcibiskupova kapitulace |
| 1388                       | francouzské tažení do Říše - spálení lucemburských hradů Wiltz a Meisenburg | Francie | Lucembursko, Jülišsko, trevírské arcibiskupství | vyplenění Lucemburska a jülišského knížectví |
| 1388-1393                  | válka o pasovského biskupa - obležení Pasova Albrechtem (1388) | Albrecht III. Habsburský (Heřman z Dingen, Jiří z Hohenlohe), Jošt | Václav IV. (Ruprecht z Bergu), Prokop a Fridrich Bavorský (1392) | dosazení Jiřího z Hohenlohe za pasovského biskupa |
| 1389                       | záští Jana Ozora z Boskovic - obležení Boskovic a Vraní Hory moravskou hotovostí - dobývání Vícova Petrem z Kravař | Jan Ozor z Boskovic | moravská zemská hotovost (Petr z Kravař a Plumlova aj.) | získání Vícova Petrem, dobytí Vraní Hory a Boskovic, Ozorova smrt                                                                                       |
| 1389                       | pražský pogrom | pražský lid | pražští židé, Václav IV. | vyvraždění pražského ghetta, králem uložená pokuta Starému Městu pražskému                                                                              |
| 1389                       | česko-míšeňská válka - boje v severním Chebsku a Vogtlandu | Vilém I. Míšeňský | Země Koruny české, míšeňský rytíř Vít ze Schönburgu na Glauchen potrestaný Vilémem | mír na Žebráku |
| 1389                       | zajetí Viléma VII. Geldernského - úspěšné obležení hradu Falkenburgu řádem a dobytí hradů Fulkow, Bukow aj. - zboření hradeb Koszalinu řádem | Eckar z Walde aj. (z Nové Marky) | Vilém VII. Geldernský, Řád německých rytířů | propuštění Viléma ze zajetí |
| 1389                       | útok na Virton | Walram III. ze St. Pol a Ligny | Virton | ? |
| 1390                       | nájezd do Opolska - obležení Oleśna Bartošem a Václavem | Vladislav II. Opolský Konrád Olešnický | Země Koruny české (Prokop, Přemek Opavský, Mikuláš Opavský, Bernard z Vikštejna aj.), Bartosz z Wesenborgu a Koźmina, Václav z Haugwitz | vítězství Koruny |
| 1390-1391                  | válka o Braniborsko - dobytí Schnackenburgu a Gartowa brunšvickými vévody - obležení Stendalu brunšvickými vévody - neúspěšné obležení hradu Kletzke brunšvickými vévody a Erichem | vévodové brunšvicko-lüneburští (1100 jezdců), Erich Sasko-Lauenburský | Lucemburkové, Braniborsko (Konrád z Quitzowa aj.) | mírová dohoda |
| 1390-1391                  | (nejen) válka o Wschowu - Bartoszův nájezd do Olešnicka: dobytí Olešnice - neúspěšný Konrádův a Jindřichův pokus o dobytí Wschowy | Polsko (poznaňský vojvoda Bartosz z Odolanowa) | Konrád II. Olešnický, Jindřich VII. Rumpold | příměří |
| 1391                       | vpád Opolčíka na Moravu | Vladislav II. Opolský | Prokopovy statky na Šumpersku a Uničovsku | Opolčíkovo vítězství |
| 1391                       | záští mezi olomouckými many a olomouckým biskupem - vyplenění domu Hynka Měchýře - zabrání biskupových Jezbořic aj. králem | olomoucký biskup Mikuláš z Riesenburgu, Jindřich z Arnoltovic aj. | Hynek Měchýř z Myslova, Vyšek z Komárovic, Václav z Voděrad, mírovský purkrabí Bohuš z Řepové, Prokop, Václav IV. aj. | smrt Bohuše z Řepové, vítězství biskupa |
| 1391                       | revolta v Jihlavě | jihlavské cechy a lid | jihlavská městská rada, obecní starší a rychtář | zesměšnění městské rady, starších a rychtáře, smír |
| 1391                       | česko-míšeňská válka | Země Koruny české | Vilém I. Míšeňský | příměří (1391), mír v Praze (1392) |
| 1391-1396                  | polsko-opolská válka - polské tažení (1390-1392): dobytí Gniewkovska, Dobříňska, Olštýna, Krzepice, Věluně aj., neúspěšné obležení Ostrzeszówa a Bolesławce - tažení do Dobříňska (1391) - nájezd Jana II. do Malopolska ke Sławkowu a Lipovci (1391 - polské tažení na Střelce (1393) - neúspěšné obležení Pławniowic opolskými (1394) - Opolčíkovy vpády do Polska (1396) - tažení do Opolska: obsazení Oleśna, Lubliniece, Gorzówa a Strzelce, obležení Opole (1396) | Polsko, Ludvík I. Břežský (1396) ---------------------------------- krakovský biskup Jan IV. Radlica (1391) | Vladislav II. Opolský, Bolek IV. Opolský, Bernard Opolský, ----------------------------------------- Jan II. Opavský (1391), Řád německých rytířů (1391) | ztráta neslezských držav Vladislava II. Opolského ------------------ odškodnění krakovského biskupa Janem II. (1391)                                    |
| 1391-1394                  | válka v Aquilejském patrarchátu | opozice v patriarchátu | patriarcha Jan z Moravy, Konrád Krajíř z Krajku aj. | smrt Jana z Moravy |
| 1392                       | tažení proti Turkům - bitva u Kovině - bitva u Vidinu | Uhersko, Albert ze Šternberka a Světlova, Štěpán ze Šternberka a Zábřehu, Bolek Opolský, Stibor ze Stibořic, Jan z Vartenberka na Děčíně, Jan starší z Meziříčí, Smil z Lichtenburka na Bítově, Bušek z Rájce aj. | Osmanská říše (Bajezid I.) | porážka Turků, přerušení tažení |
| 1392-1393                  | vpád Walrama ze St. Pol do Lucemburska - dobytí města Virton aj. - protiútok Hubarda z Eltern: vyhnání Walramových posádek | Walram III. ze St. Pol a Ligny, Francie | Lucembursko (Hubard z Eltern aj.) | lucemburské vítězství |
| 1393                       | válka o Boitzenburg, Zehdenick a Strassburg - vpád Gryfitů do Ukerské Marky: uhájení Boitzenburgu Lippoldem | Svantibor III. Pomořansko-Štětínský, Václav IV. | Braniborsko (Lippold z Bredowa) | ? |
| 1393                       | útok Zikmunda z Anhaltu na brandenburské biskupství | Zikmund z Anhaltu | brandenburský biskup Dietrich ze Schulenburgu | ? |
| 1393                       | braniborsko-meklenburská válka - meklenburský vpád do Priegnitzka: kapitulace hradu Wolfshagen | vévoda meklenbursko-zvěřínský, zvěřínské biskupství | Braniborsko (Jošt) | meklenburské vítězství |
| 1393                       | záští hrabat ze Sponheimu a ze Salmu | hrabata ze Sponheimu a ze Salmu | mohučské arcibiskupství, Koblenz | příměří |
| 1393                       | záští lucemburských rytířů s Metami | část rytířstva z lucemburského vévodství | Mety | příměří |
| 1393-1394                  | moravská markraběcí válka - útoky na litomyšlské biskupství - pustošení arcibiskupských statků u Pelhřimova - (neúspěšné?) obležení Bzence Uhry | Jošt, pražské arcibiskupství, Zikmund, Albrecht III. Habsburský, Vilém I. Míšeňský aj. | Prokop, Přemysl Těšínský, Hanuš Opavský, Svatibor I. aj. | nerozhodně, jednání o příměří |
| 1394                       | záští Konráda ze Schleydenu | Konrád ze Schleydenu na Neunsteinu | Lucembursko (Jošt) | ? |
| 1394                       | záští Rýzmburků a Švamberků proti několika zemanům - dobytí Toužimi | Boreš mladší z Rýzmburka, Bušek ze Švamberka, Bohuslav ze Švamberka | několik zemanů, toužimský probošt Jiří | rýzmbursko-švamberské vítězství |
| 1394                       | ohrožení opatství St. Maximin | ? | opatství St. Maximin, Lucembursko (Jošt) | ? |
| 1394                       | první zajetí Václava IV. - zajetí Václava IV. v Králově Dvoře - pokus pražského lidu osvobodit krále - nájezdy Haška z Lemberka do Horní Lužice - obsazení Nového Bydžova panskou jednotou - tažení Jana Zhořeleckého na Prahu - tažení Jana Zhořeleckého do jižních Čech: plenění rožmberských statků, obležení Českých Budějovic | Jošt, panská jednota (Jindřich z Rožmberka, Jindřich starší z Hradce, Břeněk ze Skály, Ota z Bergova, Jindřich Berka z Hohenštejna, Vilém z Landštejna, Jan Michalec z Michalovic, Boreš mladší z Bečova a Rýzmburka, Boček z Kunštátu a Poděbrad; později Hynek z Lipé, Petr z Vartemberka na Kosti, Ondřej z Dubé, Hynáček z Vízmburka, Albrecht ze Šternberka, Purchard Strnad z Janovic, Půta mladší z Častolovic, Hašek z Lemberka aj.), Kašpar a Gundaker ze Starhembergu, pražská města (dočasně) Albrecht III. Habsburský | Václav IV., Jan Zhořelecký, Prokop, hotovost královských měst a hradů, vyšehradská kapitula Svatibor I. a jeho bratr Bogislav (1600 jezdců), Ruprecht III. Falcký aj. | dohoda před Budějovicemi, propuštění krále ze zajetí |
| 1394                       | záští proti moravské církvi - obsazení Kojetína Prokopem | Prokop | olomoucká kapitula, pražské arcibiskupství (Kojetín) | ? |
| 1394                       | opavsko-niské záští | Přemek Opavský | niské knížectví | plenění Zlatohorska a Glucholazska |
| 1394                       | obsazení Potštátu (města i hradu) Prokopem | Prokop | Boček z Kunštátu a Poděbrad | Prokopovo vítězství |
| 1394                       | záští Bítovských z Lichtenburka | Albrecht, Hynek a Smil Bítovští z Lichtenburka | Jošt, Albrecht III. Habsburský | příměří a příklon Bítovských k Joštovi |
| 1394-1396                  | braniborsko-magdeburská válka - dobytí Rathenowa - magdeburské vpády z Rathenowa do Braniborska - braniborské odvetné nájezdy do magdeburska | magdeburský arcibiskup Albert z Querfurtu, Zikmund z Anhaltu, Jan z Treskowa | Braniborsko (Jošt) | mírová dohoda |
| 1395                       | válka s panskou jednotou | panská jednota, Jošt aj. | Václav IV., Prokop aj. | dohoda v Praze |
| 1395                       | záští Mallina a Moltkeho - neúspěšný přepad hradu Gützkow - Mallinův útok na Lübeck - Moltkeho přepadení Stralsundu | priegnitzští páni Klaus Mallin a Moltke | hrad Gützkow, Lübeck, Stralsund | smrt Mallina, zajetí Moltkeho |
| 1395                       | Walramův vpád do Lucemburska - tažení do Lucemburska - Dietherův protiútok - obležení Walramova tábora u Richemont-sur-Orne - vpády Lucemburčanů do Francie | Walram III. ze St. Pol a Ligny (1200 kopiníků, rytířů, panošů a 100 střelců) | Lucembursko (Diether z Katzenelbogenu: 2000 kopiníků, rytířů a panošů), Adolf II. z Kleve | Walramův útěk, dohoda v Paříži (1396) |
| 1395-1396                  | válka s panskou jednotou - zajetí Jošta a jeho družiny králem - tažení Bořivoje ze Svinař proti Švamberkům - zničení Kugelweitu Rožmberkem - obsazení Vodňan Rožmberkem - odražení polské pomoci Janem z Michalovic - soustředění panské jednoty u Budějovic - pustošení statků panské jednoty, olomoucké kapituly a olomouckých dominikánek - neúspěšný Prokopův útok na Uherské Hradiště - akce Václava Šumperského proti Olomouci | Václav IV., Prokop, Vladislav Jagellonský, Bořivoj ze Svinař, olomoucký měšťan Václav Šumperský aj. | Jošt, panská jednota (Bušek a Bohuslav ze Švamberka aj.), Albrecht III. Habsburský, Albrecht IV. Habsburský, Vilém Habsburský, Jan Zhořelecký (dočasně), rakouští žoldnéři (Jan, Jiří, Oldřich a Jan Hohenfelderové, Jan z Wiesen, Jan ze Sensensenggeru), olomoucká kapitula, olomoucké dominikánky aj. | jednání v Praze |
| 1395-1396                  | záští Jindřicha z Lipé s Kuenringy | Jindřich z Lipé | Kuenringové | ? |
| 1396                       | záští Hynka Berky s Michalcem | Hynek Berka z Dubé na Hohnsteině | Jan z Michalovic | ? |
| 1396                       | tažení proti Turkům - bitva u Nikopole | Uhersko, Češi, Němci, Poláci, aj. | Osmanská říše | vítězství Turků |
| 1396                       | francouzsko-lucemburská válka - dobytí Dampvillersu Francií | Francie | Lucembursko | ochota Karla VI. ke smíru |
| 1396                       | obléhání Sušice | Sušice | Země Koruny české (Zikmund Huler) | ? |
| 1396                       | válka s Joštem - Joštovy akce z hradu Ronova | Jošt, Hynek Berka z Dubé a Hohenštejna | Země Koruny české (Václav IV., Prokop, Šestiměstí) | smír prostřednictvím Viléma I. Míšeňského |
| 1397                       | Prokopovo tažení do Uher - plenění proti proudu Váhu - obsazení Likavy - dobytí Liptova - obsazení Liptovského Hrádku | Prokop, Vladislav Opolský, norimberští finančníci Ulrich Kamerer a Marcus, Runtingerové, Zikmund Huler | Uhersko | obsazení liptovské župy Prokopem, proniknutí norimberských těžařů do Krakovska                                                                          |
| 1397                       | tažení proti jihoněmeckým lapkům - zničení hradů Reicheneck, Leulenstein, Spies a Leupodtstein | loupeživí rytíři | Václav IV. | Václavovo vítězství |
| 1397                       | břežsko-opolská válka u Horního Hlohova | Ludvík I. Břežský | Vladislav II. Opolský | ? |
| 1398                       | válka o Lužici - přepadení města Přebuzi (?) Joštem | Jošt | Václav IV., Prokop | příměří prostřednictvím Viléma I. Míšeňského |
| 1398-1399                  | moravská markraběcí válka - vypálení Ronova Žitavskými (1399) - zabrání statků olomouckého biskupa Prokopem (1398/1399) - obležení Horažďovic králem (1399) - obležení Skály králem (1399) - přepadení Potštejna Bočkem a Flaškou (1399) | Jošt, panská jednota (Hynek Berka z Dubé a Hohenštejna, Půta ze Skály, Boček z Kunštátu a na Liticích, Smil Flaška z Rychmburka a na Pardubicích aj.), olomoucký biskup Jan Mráz aj. | Václav IV., Prokop, Šestiměstí, Jan II. Opavský, Zemovít IV. Mazovský, Přemysl I. Těšínský, Boleslav I. Těšínský, Vilém I. Míšeňský, Jindřich Lacembok z Chlumu, Přibík z Odlochovic, Jan Sokol z Lamberka, Vok IV. mladší z Holštejna, Vaněk z Boskovic a Černé Hory, Mikuláš z Barchova a Dašic, Markvart z Jíkve, Jan ze Lhoty, Aleš Kabát z Výškovic (?), Beneš z Kvasic, Ondřej a Zbyslav z Tvorkova, Matyáš Salava z Lípy, Mikoško Kotulinsky z Němodlina, Heincz ze Strosse, Mikuláš Cedlice aj. | exkomunikace a interdikt Prokopovy strany (375 osob) opatem kláštera Skotů ve Vídni (4. března 1399) a Bonifácem IX. (1. července 1399), příměří        |
| 1399-1400                  | moravská markraběcí válka - obsazení olomouckých biskupských hradů Hukvaldy, Schauenstein ad. - bojové střetnutí mezi Zikmundem a Prokopem (1400) - obležení Ratiboře Zikmundem (1400) | Jošt, Zikmund, litomyšlský biskup Jan IV. Železný, olomoucký biskup Jan Mráz, Ota III. z Bergova, Jindřich III. z Rožmberka aj. | Prokop, Jan II. Opavský aj. | nerozhodně |
| 1400-1402                  | válka o říšský trůn - dobytí Frankfurtu nad Mohanem (1400) - tažení do Nových Čech (1400): pád Auerbachu - míšeňský vpád k Mostu (1401) - neúspěšné české boje v Bavorech a Horní Falci (1401) - obležení Prahy (1401) - Ruprechtova italská jízda (1401): bitva u Brescie | Ruprecht III. Falcký, arcibiskup mohučský Jan II. Nasavský, arcibiskup trevírský Werner z Falkensteina, arcibiskup kolínský Fridrich III. ze Saarwerdenu, bamberský biskup Albrecht z Wertheimu, würzburský biskup Jan I. z Egloffsteinu, Vilém I. Míšeňský, norimberský purkrabí Fridrich, bavorští vévodové, Florencie aj. Jošt (dočasně), Prokop (dočasně), panská jednota (dočasně) | Václav IV., Jošt (do 1401), Prokop (do 1401, od 1401/1402), Zikmund, Viscontiové, Frankfurt nad Mohanem, Bonifác IX. (do 1403) aj. | mír mezi Václavem IV. a panskou jednotou (1401), dohody mezi Václavem IV. a Zikmundem v Hradci Králové (1401), Ruprechtův vojenský debakl               |
| 1401                       | Zikmundovo zajetí uherskými magnáty - česká vojenská pomoc Zikmundovi | uherská magnaterie | Zikmund, Václav IV. | osvobození Zikmunda |
| 1402-1403                  | druhé zajetí Václava IV. - zajetí Václava IV. v Praze - pogrom pražských židů organizovaný Otou z Bergova - boj u Mostu (1402) - obležení Bezdězu (1402) - útok Petra Zmrzlíka na Skálu (1402) - Zikmundovo tažení do Čech (1402-1403): obležení Rýzmburku, obležení Kutné Hory - povstání v Uhrách (1403) - tažení Ludvíka Neapolského k Rábu (1403) - úder Václavovy strany proti panské jednotě (1403) | Zikmund (Kumáni), Jošt (do 1402), panská jednota (Jindřich III. z Rožmberka, Ota III. z Bergova, Břeněk ze Skály, Oldřich z Hradce, litomyšlský biskup Jan XII. Železný aj.), Habsburkové Vilém (do 1403), Albrecht IV. a Arnošt, pražská města aj. | Václav IV., Prokop, Jošt (od 1402), Zikmund Huler, Vaněk z Dubé, bratři Beneš a Bohuněk z Hořovic (purkrabí na Rabštejně), purkrabí na Žebráku, lovčí na Dobříši Jan z Lestkova, Jindřich ze Sedlice, Jindřich a Václav ze Všetat, Hans ze Štandorfu, Petr Lysek, Šimon Teříšek z Chudobic, Milota z Tvorkovic, Jan Sokol z Lamberka, Petr Zmrzlík ze Svojšína, slezská knížata, arcibiskup Zbyněk Zajíc z Hazmburka, od 1402: Boček z Kunštátu, Konrád z Vechty, Jan Krušina z Lichtenburka, Wettinové (Baltazar, Vilém I. a Vilém II.), od 1403: Vilém Habsburský, Jan z Lichtenštejna aj. uherská opozice, Ladislav Neapolský, Bonifác IX. aj. | zástava Lucemburska Joštem Ludvíkovi Orelánskému, osvobození Václava IV. ze zajetí                                                                      |
| 1404                       | Zikmundovo tažení do Zemí Koruny české - obležení Znojma | Zikmund, Albrecht IV. | Země Koruny české (Jan Sokol z Lamberka, Suchý Čert) | smrt Albrechta IV., české vítězství |
| 1404                       | tažení proti Zúlovi z Ostředka - dobytí Dubé a Čejchanova hrádku | Země Koruny české (Zbyněk Zajíc z Hazmburka) | Jan Zúl z Ostředka | poprava Jana Zúla a jeho družiny |
| 1405                       | obsazení Znojma Joštem | Jošt, znojemští měšťané | Suchý Čert | Joštovo vízěství |
| 1405                       | povstání v Budyšíně - útok povstalců na královský hrad v Budyšíně | budyšínský lid, budyšínské cechy | Václav IV., královský fojt v Budyšíně | vítězství krále (1408) |
| 1406-1410                  | válka o říšský trůn - Zbyňkův a Sulkův útok do Bavor (1406) | Ruprecht III. Falcký, norimberský purkrabí Fridrich | Václav IV. (Zbyněk Zajíc z Hazmburka, chotěšovský probošt Sulek), švábský svaz měst (Jindřich Topler) | ruprechtovo vítězství nad švábskými městy (1407) |
| 1406                       | záští Erharta Pušky s Vodňany - přepadení Vodňan Puškou | Erhart Puška z Kunštátu a na Bechyni | Vodňany | smír prostřednictvím krále |
| 1406(?)-1407               | záští pánů z Lipé s pražskou a vyšehradskou kapitulou | bratři Hanuš a Hynce z Lipé na Ratajích | pražská kapitula, vyšehradská kapitula | smír prostřednictvím krále |
| 1408 (?)                   | česko-míšeňská válka - dobytí Königsteinu | Míšeňsko | Země Koruny české | příměří |
| 1408                       | válka v Lužici - obležení Drebkau Joštem | Jošt | ? | ? |
| 1411-1414                  | záští mezi břežsko-lehnickými knížaty | Ludvík II. Břežský | Jindřich IX. Lubiňský | smírné prostřednictví krále Václava IV. |
| 90. léta 14. stol.-1417/19 | vratislavsko-opolský spor - zajetí Jana Kropidla vratislavskými (1411-1412) | Boleslav IV. Opolský, Bernard Falkenberský, Jan Kropidlo | Vratislav, Václav IV. | výrok Václava IV. (1417) |
| 1418                       | vratislavský převrat - dobytí vratislavské radnice | vratislavské cechy | vratislavská městská rada | vítězství povstalců, pokuta Václavovi IV., poprava některých povstalců Zikmundem Lucemburským                                                           |

### Země Koruny české a husitské války
| Období | Konflikt | I strana | II strana | Výsledek |
| ------ | -------- | -------- | --------- | -------- |
|        |          |          |           |          |

### Země Koruny české a počátky stavovské monarchie
| Období    | Konflikt | I strana | II strana | Výsledek                                                                                                |
| --------- | --- | --- | --- | --- |
| 1438-1439 | válka o český trůn - vpád Dzierslawa z Rytwian do Slezska (1438): dobytí Zátoru, tažení pod Tošek - tažení polského krále do Slezska (1438): přes Čenstochovou, Lubliniec, Střelice, Krąpkowice, Novou Cerekev a Ratiboř a Opavě a ústup - polské tažení do Slezska (1438): vypálení hradu Milíč, plenění Olešnicka, tažení na Břeh, dobytí Gorzówa Śłaskiho a Ciecierzyna a ústup | Polsko (Vladislav III. Varnenčík, Kazimír Jagellonský, Dziersław z Rytwian aj.), Václav Opavsko-Ratibořský       | Albrecht II. Habsburský, Mikuláš V. Ratibořský aj.                                                                                          | polský neúspěch (posádky v Gorzówě Śłaskim a Ciecierzyně, hold Václava Opavsko-Ratibořského Kazimírovi) |
| 1440-1444 | válka o častolovické dědictví - bitva u Minsterberka | minsterberská zemská obec (rod Stošů), Vilém I. Opavský aj.                                                      | Hynek Krušina IV. z Lichtenburka, Konrád VII. Bílý Olešnický, Poláci aj.                                                                    | Minsterbersko získal Vilém, Kladsko a Frankenštejnsko Hynek                                             |
| 1442-1447 | záští Konráda Bílého s Vratislaví - napadení statků vratislavských měšťanů Konrádem - nájezd Konráda a Poláků na Lehnici (1442) - Assenheimerovy výpady z Namyslova proti Konrádovi a Polsku - znovudobytí Gorzówa Śłaskiho a Ciecierzyna Assenheimerem - polské tažení do Slezska - vypuzení Assenheimera z Namyslova | Konrád VII. Bílý, Polsko, Jan Kolda ze Žampachu, Hynek Krušina z Lichtenburka                                    | Vratislav, Alžběta Lucemburská (Leonard Assenheimer - dočasně), bezprostřední slezská knížectví                                             | poprava Assenheimera ve Vratislavi (1445), mír na 10 let mezi Polskem, Vratislaví a Konrádem (1447)     |
| 1443-1444 | válka o Sevěř - dobytí Sevěře Mikulášem (1444) - nájezd Petra Šafrance na zemi Boleslava V. - neúspěšné obležení Sevěře Poláky (1444) | krakovský biskup Zbyhněv Olešnický, krakovský podkomoří Petr Šafranec                                            | Boleslav V. Opolský, Mikuláš V. Ratibořský, Václav IV. Ratibořský, Helena Korybutówna, Bernard Opolský, Přemysl Tošecký, Jan IV. Osvětimský | získání Sevěřska krakovským biskupstvím                                                                 |
| 1444      | obsazení Otmuchova Konrádem VII. | Konrád VII. Bílý (Olešnický)                                                                                     | Konrád IV. Starší (Olešnický) | ústup Konráda VII. z Otmuchova za 2000 uh. zlatých                                                      |
| 1444-1445 | boj s vratislavským biskupem - nájezdy na biskupská zboží | Vilém I. Opavský, Hynek Krušina IV. z Lichtenburka                                                               | vratislavský biskup Konrád IV. Starší | finanční vyčerpání Viléma a Hynka                                                                       |
| 1447      | nájezd Bolkových spojenců na Věluňsko | spojenci Boleslava V.                                                                                            | Polsko | ? |
| 1450      | záští mezi olešnickými knížaty | Konrád IX. Černý, Konrád X. Bílý Mladší                                                                          | Konrád VII. Bílý | zajetí Konráda VII. jeho synovci                                                                        |
| 1452-1454 | polsko-osvětimská válka - nájezd Petra Šafrance na Barwałd (1452) - protiútok osvětimských knížat do Krakovska - obležení Osvětimi (1453) - polský nájezd na Osvětim (1453) - obležení Wołku Poláky | Polsko (krakovský podkomoří Petr Šafranec aj.)                                                                   | Jan IV. Osvětimský, Přemysl Tošecký aj. | prodej Osvětimska Polsku                                                                                |
| 1452-?    | válka o Lehnicko - neúspěšný pokus o dobytí Lehnice Janem Lubiňským - převrat v Lehnici (24. června 1453) | Jan Lubiňský, Hedvika Břežská a syn Fridrich lehnická opozice                                                    | Země Koruny české (Procek z Kunštátu), lehničtí konšelé (Ambrož Bitschen)                                                                   | smrt Jan Lubiňského, vítězství lehnických knížat                                                        |
| 1453      | protižidovské pogromy ve Slezsku | městské rady ve Vratislavi, Svídnici, Střehomi, Javoru, Lemberku a Reichenbachu                                  | slezští Židé | vyhnání Židů z dotyčných měst                                                                           |
| 1454-1466 | Třináctiletá válka - bitva u Chojnice | Polsko, Jan IV. Osvětimský aj.                                                                                   | Řád německých rytířů, Rudolf Zaháňský, Baltazar Zaháňský aj.                                                                                | Druhý toruňský mír 1466, smrt Rudolfa Zaháňského u Chojnice                                             |
| 1456      | obléhání Bělehradu | Jan Hunyadi, Jan Kapistrán, křižáci ze Slezska (?) aj.                                                           | Osmanská říše | porážka Turků                                                                                           |
| 1457-1458 | povstání polských žoldnéřů - spálení Kłobucka Janem (1457) - neúspěšný pokus o obsazení Myślenic povstalci (1457/1458) | Polsko | nevyplacení žoldnéři (Jan IV. Osvětimský aj.)                                                                                               | vyplacení žoldu                                                                                         |
| 1458-1460 | odpor Vratislavi proti Jiřímu z Poděbrad - demonstrativní tažení krále Jiřího - neúspěšný pokus slezských knížat o obsazení vratislavského opatství sv. Vincence a Tumského ostrova | Vratislav | Země Koruny české (Jiří z Poděbrad, Konrád IX. Černý, Konrád X. Bílý Mladší, Vladislav Těšínsko-Hlohovský, Jan Osvětimský)                  | smrt Vladislava Těšínsko-Hlohovského, pražský kompromis (13. ledna 1460)                                |
| 1461      | válka o Zaháň | Jan II. Zaháňský, Jiří z Poděbrad                                                                                | Baltazar Zaháňský | obsazení Zaháně Janem II.                                                                               |
| 1466      | tažení královského vojska do Slezska proti Zelenohorské jednotě | Zelenohorská jednota (Vratislav, Mikuláš Opolský, Baltazar Zaháňský aj.)                                         | Země Koruny české (Ctibor Tovačovský z Cimburka)                                                                                            | nerozhodně                                                                                              |
| 1467      | křižácké tažení proti husitům - obsazení Minsterberku, Kamence a Frankenštejnu křižáky - Viktorínův protiútok: znovuobsazení Minsterberku a Kamence, obležení Frankenštejnu - revolta vratislavského lidu proti "straně kazatelů" | papežství (legát Rudolf z Ridesheimu), Zelenohorská jednota, vratislavská "strana kazatelů" (Mikuláš Tempelfeld) | Země Koruny české (Viktorín z Poděbrad) vratislavský lid                                                                                    | příměří                                                                                                 |
| 1467      | válka o Zaháň | Baltazar Zaháňský                                                                                                | Jan II. Zaháňský | vítězství Jana II.                                                                                      |
| 1468      | tažení Vratislavských na Minsterbersko | Vratislav a její spojenci                                                                                        | Země Koruny české | obsazení Minsterberska Vratislavskými                                                                   |
| 1468      | válka o Zaháň | Baltazar Zaháňský, Jindřich XI. Hlohovský                                                                        | Jan II. Zaháňský | vítězství Baltazara                                                                                     |
| 1469/1470 | tažení Jindřicha Minsterberského do Slezska | Jindřich Minsterberský                                                                                           | Slezsko | nerozhodně                                                                                              |
| 1470-1472 | válka o Zaháň - Janův nájezd na Zaháňsko (1470) - neúspěšné obležení Zaháně Janem (1471) - úspěšné obležení Zaháně Janem (1472) | Jan II. Zaháňský, Matyáš Korvín (1472)                                                                           | Baltazar Zaháňský, Jagellonci | obsazení Zaháňska Janem, zajetí Baltazara                                                               |
| po 1471   | tažení Jagellonců do Slezska - neúspěšné obležení Olavy Jagellonci - Fridrichův protiútok do Velkopolska | Jagellonci | Fridrich I. Lehnický | Fridrichovo vítězství                                                                                   |
| 1473      | tažení proti Václavu Pitomému - dobytí Rybnika Korvínem | Matyáš Korvín, Viktorín z Poděbrad, Přemysl II. Těšínský, Mikuláš I. Opolský                                     | Václav V. z Rybnika a Pštíny | Korvínovo vítězství                                                                                     |
| 1474      | válka o Slezsko - neúspěšné dobývání Opole Jagellonci - nájezd Mikuláše Opolského do Věluňska: neúspěšné obležení Kłobucka | Matyáš Korvín, Mikuláš I. Opolský                                                                                | Vladislav Jagellonský, Polsko | příměří                                                                                                 |
| 1473-1474 | válka o Krnovsko a Bruntálsko - dobytí Cvilína Viktorínem - útoky na Václavova města | Matyáš Korvín, Viktorín z Poděbrad                                                                               | Jan IV. Opavsko-Ratibořský, Václav V. z Rybnika a Pštiny, Jagellonci                                                                        | obsazení Krnovska a Bruntálska Korvínem, zajetí Václava                                                 |
| 1476-1479 | válka o dědictví Jindřicha XI. - Hohenzollernové obsazují Hlohovsko (1476) - obsazení Hlohova, Šprotavy, Kožichova (kromě hradu), Grynberku, Sulechova a Svobodína Janem II. (1476) - neúspěšné obležení Krosna Janem II. (1476) - neúspěšný Janův pokus o dobytí hradu v Kožichově (1477) - odražení braniborského nájezdu na Grynberk (1477) - dobytí hradu v Bytnici Janem (1477) - neúspěšný Janův pokus o dobytí Krosna a Frankfurtu nad Odrou (1477) - obsazení hradu v Kožichově Janem (1477) - Janův nájezd do Braniborska (1477) - dobytí města Beelitz Janem (1478) - úspěšné obležené Belitze Hohenzollerny (1478) - několik neúspěšných Janových pokusů o obsazení Krosna (1478) - bitva u Gęstowce (1478) | Barbora Hohenzollernská, Hohenzollernové, Vladislav Jagellonský                                                  | Jan II. Zaháňský, uherské oddíly | smír v Olomouci (1479): Jan II. získal Hlohovsko, ale bez Krosenska                                     |
| 1480-1482 | válka o těšínskou část Hlohovska - úspěšné obležení Hlohova Janem (1480) - bitva u Góry (1480) | Jan II. Zaháňský                                                                                                 | Kazimír IV. Těšínský | Janovo vítězství, zřeknutí se své části Hlohovska Kazimírem                                             |
| 1487-1489 | protikorvínovská opozice ve Slezsku - obležení Hlohova Korvínem - bitva u Tomkowic (1488) - obsazení Stínavy a Rudny Konrádem X. (1489) - vytlačení Konráda X. Korvínem z Olešnicka | Jindřich Minsterberský, Jan II. Zaháňský, Konrád X. Bílý Mladší aj.                                              | Matyáš Korvín | vídeňsko-vyškovský mír                                                                                  |

| Stoletá válka                               | 1337–1453 | Francie Skostko České království                                                                              | Anglie Portugalsko Burgundsko       | vítězství                                                                                                |
| Osmansko-uherské války                      | 1366–1526 | Uhersko a spojenci České království                                                                           | Osmanská říše                       | porážka Uher                                                                                             |
| Křížové výpravy proti husitům               | 1420–1431 | Husitské Čechy                                                                                                | křižáci a katolická šlechta         | vítězství                                                                                                |
| Česko-uherské války                         | 1466–1478 | České království                                                                                              | Uherské království                  | Olomoucká smlouva                                                                                        |
| Šmalkaldská válka                           | 1546–1547 | Norimberský spolek                                                                                            | Šmalkaldský spolek                  | vítězství                                                                                                |
| Furlanská válka                             | 1617      | Svatá říše římská                                                                                             | Benátky                             | vítězství                                                                                                |
| Vpád pasovských                             | 1611      | Koruna česká                                                                                                  | Pasovští                            | vítězství                                                                                                |
| České stavovské povstání                    | 1618–1620 | České stavy                                                                                                   | Svatá říše římská                   | porážka                                                                                                  |
| Třicetiletá válka                           | 1618–1648 | České stavy Protestantská unie                                                                                | Katolická liga                      | Vestfálský mír                                                                                           |
| Selské povstání                             | 1680      | povstalci | Habsburská monarchie                | porážka                                                                                                  |
| Selské povstání                             | 1775      | povstalci | Habsburská monarchie                | porážka, ale došlo k vydání robotního patentu                                                            |
| Francouzské revoluční války                 | 1792–1802 | Protifrancouzské koalice Česká legie                                                                          | Revoluční Francie                   | porážka                                                                                                  |
| Česká revoluce                              | 1848      | Čeští revolucionáři                                                                                           | Rakouské císařství                  | porážka revoluce                                                                                         |
| První světová válka                         | 1914–1918 | Centrální mocnosti                                                                                            | Trojdohoda                          | porážka, vítězství dohody                                                                                |
| Rumburská vzpoura                           | 1918      | Čeští povstalci                                                                                               | Rakousko-Uhersko                    | povstání potlačeno                                                                                       |
| Ruská občanská válka                        | 1917–1920 | Bílá armáda Československé legie a jiné intervenční jednotky                                                  | Rudá armáda                         | porážka                                                                                                  |
| Sedmidenní válka                            | 1919      | Československo                                                                                                | Polsko                              | vítězství                                                                                                |
| Maďarsko-československá válka               | 1918–1919 | Československo Rumunsko Maďarské království                                                                   | Maďarsko                            | vítězství                                                                                                |
| Malá válka                                  | 1938      | Československo                                                                                                | Polsko                              | obsazení Čadce a Javoriny polskou armádou                                                                |
| Maďarská invaze na Podkarpatskou Rus        | 1939      | Československo                                                                                                | Maďarsko                            | obsazení Podkarpatské Rusi Maďarskem                                                                     |
| Druhá světová válka                         | 1939–1945 | Spojenci | Osa                                 | vítězství                                                                                                |
| Boje s Werwolfy                             | 1945–1946 | Československo Sovětský svaz                                                                                  | Werwolf                             | vítězství                                                                                                |
| Akce B                                      | 1947      | Československo Polsko Sovětský svaz                                                                           | Ukrajinská povstalecká armáda       | vítězství                                                                                                |
| Československo-americký pohraniční konflikt | 1953–1985 | Československo                                                                                                | USA                                 | nerozhodný                                                                                               |
| Válka v Zálivu                              | 1990–1991 | Organizace spojených národů Spojené státy americké Kuvajt Saúdská Arábie Spojené království Československo aj | Irák                                | vítězství                                                                                                |
| Válka v Iráku                               | 2003–2009 | koalice vedená USA, např. Česko                                                                               | Irák, později povstalci a teroristé | Ukončení hlavních bojových akcí a odchod spojeneckých vojsk v roce 2011. Češi ukončili misi v roce 2009. |
| Válka v Afghánistánu (2001–2021)            | 2002–2021 | Spojené státy americké Spojené království Česko aj.                                                           | Tálibán a Al-Káida                  | porážka                                                                                                  |

## Za vlády Habsburků
| Konflikt                   | Trvání    | Strana 1                                                                              | Strana 2                                       | Výsledek     |
| -------------------------- | --------- | ------------------------------------------------------------------------------------- | ---------------------------------------------- | ------------ |
| Války o španělské dědictví | 1701–1714 | Habsburská monarchie Království Velké Británie Nizozemsko aj.                         | Francie Španělsko Bavorsko Maďaři              | nerozhodně   |
| Rakousko-turecká válka     | 1716–1718 | Habsburská monarchie                                                                  | Osmanská říše                                  | vítězství    |
| Války o rakouské dědictví  | 1740–1748 | Habsburská monarchie a spojenci                                                       | Prusko Francie Španělsko Bavorsko              | Cášský mír   |
| Sedmiletá válka            | 1756–1763 | Habsburská monarchie a spojenci                                                       | Prusko a spojenci                              | status quo   |
| Válka o bavorské dědictví  | 1778–1779 | Habsburská monarchie                                                                  | Prusko Sasko                                   | Těšínský mír |
| Napoleonské války          | 1803–1815 | protinapoleonské koalice                                                              | Francie a její spojenci                        | vítězství    |
| Maďarská revoluce          | 1848–1849 | Rakouské císařství Rusko čeští, srbští, chorvatští, rumunští a slovenští dobrovolníci | Maďaři, polští, němečtí a italští dobrovolníci | vítězství    |
| Italská revoluce           | 1848–1849 | Rakouské císařství                                                                    | italské státy                                  | vítězství    |
| Prusko-rakouská válka      | 1866      | Rakouské císařství                                                                    | Prusko                                         | porážka      |
| Boxerské povstání          | 1899–1901 | aliance 8 států                                                                       | Čína                                           | vítězství    |
| První světová válka        | 1914–1918 | ústřední mocnosti                                                                     | Trojdohoda                                     | prohra       |

## Nepřímá účast
| Konflikt                      | Trvání    | Strana 1                                           | Strana 2                                                      | Výsledek                                        |
| ----------------------------- | --------- | -------------------------------------------------- | ------------------------------------------------------------- | ----------------------------------------------- |
| Polsko-ukrajinská válka       | 1918–1919 | Druhá Polská republika Rumunsko                    | Západoukrajinská lidová republika Ukrajinská lidová republika | vítězství Polska                                |
| Španělská občanská válka      | 1936–1939 | Druhá španělská republika SSSR Mexiko Interbrigády | Španělský stát Třetí říše Itálie Portugalsko                  | porážka druhé španělské republiky               |
| První arabsko-izraelská válka | 1948–1949 | Izrael                                             | arabské státy                                                 | vítězství Izraele                               |
| Korejská válka                | 1950–1953 | Severní Korea Čína Sovětský svaz                   | koalice OSN                                                   | nerozhodný                                      |
| Válka ve Vietnamu             | 1964–1975 | Severní Vietnam Vietcong Čína Sovětský svaz        | Jižní Vietnam USA a spojenci                                  | vítězství severního Vietnamu                    |
| Občanská válka v Jugoslávii   | 1991–2001 | separatisté Albánie NATO                           | Jugoslávie Srbsko                                             | rozpad Jugoslávie                               |
| Válka v Bosně a Hercegovině   | 1992–1995 | separatisté NATO                                   | Srbsko                                                        | rozdělení Bosny podle etnického klíče           |
| Občanská válka v Čadu         | 2007–2009 | Čad                                                | povstalecké skupiny                                           | Válka trvá, ale česká účast skončila roku 2009. |
| Občanská válka v Libyi (2011) | 2011      | libyjští povstalci NATO                            | Libye                                                         | vítězství povstalců a NATO                      |
| Konflikt v severním Mali      | 2013–2015 | Mali Francie Česko a další země                    | Národní hnutí za osvobození Azavadu Islamisté                 | vítězství                                       |

## Vnitřní konflikty
| Konflikt                | Trvání    | Strana 1         | Strana 2                          | Výsledek                                    |
| ----------------------- | --------- | ---------------- | --------------------------------- | ------------------------------------------- |
| Vyvraždění Slavníkovců  | 995       | Přemyslovci      | Slavníkovci                       | vítězství Přemyslovců                       |
| Husitské války          | 1419–1434 | radikální husité | katolíci a umírnění husité        | porážka radikálů                            |
| Obsazení Sudet          | 1918      | Československo   | Sudetští Němci                    | Československo získalo kontrolu nad Sudety. |
| Železnorudské povstání  | 1919      | Československo   | komunisté                         | Komunisté se vzdali.                        |
| Oslavanské povstání     | 1920      | Československo   | oslavanští komunisté              | povstání potlačeno                          |
| Židenický puč           | 1933      | Československo   | fašisté                           | fašisté poraženi                            |
| Sudetoněmecké povstání  | 1938      | Československo   | Sudetští Němci Nacistické Německo | Mnichovská dohoda                           |
| Povstání Karpatské Siče | 1939      | Československo   | Karpatská Sič                     | československé vítězství                    |
| Plzeňské povstání       | 1953      | Československo   | plzeňští povstalci                | povstání potlačeno                          |

## Násilné konflikty
Do této kategorie jsou zařazeny konflikty při nichž nedošlo k použití zbraní, nebo jen v omezené míře. Avšak zároveň došlo k násilí mezi dvěma skupinami lidí. Nejsou sem zařazeny méně významné násilné konflikty, jako rvačky mezi fanoušky fotbalových týmů či zásah policistů proti CzechTek.
| Konflikt                                         | Trvání    | Strana 1                        | Strana 2                               | Výsledek                            |
| ------------------------------------------------ | --------- | ------------------------------- | -------------------------------------- | ----------------------------------- |
| Prosincová generální stávka                      | 1920      | Československo                  | marxistická frakce sociální demokracie | potlačení generální stávky silou    |
| Obsazení Čech a Moravy německou armádou          | 1939      | Československo                  | Třetí říše                             | obsazení Čech a Moravy Německem     |
| Ratibořský konflikt                              | 1945      | Československo                  | Polsko                                 | dohoda obou stran                   |
| Komunistický převrat                             | 1948      | odpůrci komunistů               | komunisté                              | převzetí moci komunistickou stranou |
| Invaze vojsk Varšavské smlouvy do Československa | 1968      | Československo                  | Varšavská pětka                        | konec pražského jara                |
| Protesty roku 1969                               | 1969      | Československá vláda            | protestující                           | protesty potlačeny silou            |
| Sametová revoluce                                | 1989      | Československo                  | odpůrci režimu                         | pád komunistického režimu           |
| KFOR                                             | 1999–2011 | mírové jednotky Kosovští Srbové | Kosovští Albánci                       | ukončení mise                       |